# Corbara (Haute-Corse)
Pour les articles homonymes, voir Corbara.
Corbara est une commune française située dans la circonscription départementale de la Haute-Corse et le territoire de la collectivité de Corse. Le village appartient à la piève d'Aregno dont il est historiquement le chef-lieu, en Balagne.

## Géographie

### Situation
Corbara est une commune du littoral balanin. Elle faisait partie de la piève d'Aregnu devenue pieve de Sant'Angelo jusqu'à la Révolution. Elle était l'une des six communes du canton de l'Île-Rousse ou bassin de vie de l'Île-Rousse qui comprenait les autres communes de L'Île-Rousse, Monticello, Pigna, Sant'Antonino et Santa-Reparata-di-Balagna. Depuis 2015, elle fait partie des 21 communes du nouveau canton de l'Île-Rousse

### Géologie et relief
Corbara se situe dans la Corse occidentale ancienne, dite encore « Corse cristalline ». Celle-ci, constituée pour l'essentiel de roches granitiques, est séparée de la Corse orientale où dominent les schistes, par une dépression centrale, un sillon étroit constitué pour l'essentiel de terrains sédimentaires secondaires et tertiaires qui coupe l'île du nord-ouest au sud-est, depuis l'Ostriconi jusqu'à Solenzara. La commune se situe à l'ouest de cette ligne où s'élèvent les plus hauts sommets de l'île et qui constitue une véritable barrière entre les deux départements actuels.
Corbara, dont la superficie est de 10,19 km2, occupe la partie centrale du littoral balanin. Sa façade maritime longue de 7 km de côtes, court depuis l'embouchure du ruisseau de Teghiella (Aregno) à l'ouest, jusqu'à Percepina à près d'un kilomètre à l'est de la presqu'île de La Pietra (L'Île-Rousse). Son littoral comporte :
- une station balnéaire : la Marine de Davia. Ce sont trois petites criques de sable fin sur fond de baie dont la baie de Capite, un mouillage fréquenté par les plaisanciers durant la saison estivale ;
- le site naturel de Percepina en limite occidentale de la baie de Giunchetu ;
- le site naturel de Calcinaiu avant la plage d'Aregno ;
- quatre pointes : Punta di Varcale, Punta di Vallitone, Punta di Vignola et Punta di Parata.

Corbara n'a cependant pas de port de plaisance. À Davia se pratique le mouillage forain.
Côté terre, les limites de la commune avec celles de Santa-Reparata-di-Balagna sont bornées par Bocca Fogata, Cima Sant'Angelo et les hauteurs du couvent de Corbara. À partir de ces dernières, ses limites avec celles de la commune de Pigna passent par la chapelle Notre-Dame de Lazio, par les bords nord même du village de Pigna, jusqu'au ruisseau de Teghiella. Un autre cours d'eau plus petit, le ruisseau d'Acqua Niella, a son embouchure à l'est de la plage de Botre.
Le plus haut sommet de la commune est Cima Sant'Angelo (mont Saint Ange - 562 mètres). Le mont de Guido (316 mètres), du nom de Guido de Sabellis, l'un des quatre princes romains envoyés en Corse par le pape Etienne IV pour la libérer du joug des Sarrasins, domine le village, les hameaux de U Borgu et de Pietralta.

### Hydrographie
Le principal cours d'eau est le ruisseau de Migliani, long de 3,2 km, affluent du fiume de Teghiella qui délimite les communes de Corbara et d'Aregno depuis la confluence jusqu'à son embouchure à l'est de la plage d'Aregno. Il prend naissance au sud-est du territoire communal et est alimenté par le petit ruisseau de Fica Fosca.
À l'est, coule le petit ruisseau d'Acqua Niella qui se jette à la mer à l'est de la plage de Botre.

### Climat et végétation
Le tapis végétal est représenté par un maquis composé des espèces traditionnelles, épais, parsemé d'oliviers et de chênes verts. En fin de période estivale, il n'est pas rare de voir quelques incendies se déclarer. Dans une Balagne réputée sèche en été, la commune possède de nombreuses fontaines, certaines très anciennes. La commune est soumise à de fortes précipitations printanières et automnales. Inondations et coulées de boue l'ont quelquefois touchée, la dernière fois le 6 juin 2000.

### Voies de communication et transports

#### Accès routiers
- La route territoriale 30 (ex-RN 197) (aussi nommée route de Calvi) traverse la commune depuis le camping A Marina (Aregno) jusqu'à Fogata à la « sortie » Ouest de l'agglomération de L'Île-Rousse. À Fogata un rond-point a été aménagé pour les jonctions des routes route territoriale 30 (ex-RN 197), le boulevard de Fogata qui mène au port de L'Île-Rousse, la D 151 et la desserte d'un hypermarché Leclerc.
- La D 151 qui dessert le village de Corbara, donne accès à plusieurs villages de l'intérieur de la Balagne (Pigna, Aregno, Cateri, Montegrosso, Zilia et Calenzana) où elle prend le nom de « Route de Calenzana » jusqu'à sa jonction avec la RT 30, au rond-point dit de la Légion.
- La D 313 est une route qui relie la RT 30 à la D 151. Elle démarre à Bocca di Carbonaja - Hameau de Curzo, sur la RT 30.
- La D 263 enfin, permet depuis le nord du village de Corbara, de se rendre directement à Santa-Reparata-di-Balagna en passant par ses remarquables hameaux d'Occiglione et de Palmento.

#### Transports
Corbara se trouve sur le tracé de la ligne de chemin de fer des CFC mais ne possède pas de gare. Les gares les plus proches du village sont, de part et d'autre de la commune, la gare de L'Île-Rousse (6 km) et la gare d'Algajola (7,5 km). U trinighellu, le petit train des plages estival entre Calvi et L'Île-Rousse, fait des arrêts à la Marine de Davia et à proximité du camping le Bodri.
Le village est distant, par route, de :
- 22 km de l'aéroport international de Calvi Sainte-Catherine, l'aéroport le plus proche ;
- 7,5 km du port de commerce de L'Île-Rousse, le port le plus proche.

## Urbanisme

### Typologie
Au 1er janvier 2024, Corbara est catégorisée commune rurale à habitat dispersé, selon la nouvelle grille communale de densité à sept niveaux définie par l'Insee en 2022.
Elle est située hors unité urbaine. Par ailleurs la commune fait partie de l'aire d'attraction de L'Île-Rousse, dont elle est une commune de la couronne,. Cette aire, qui regroupe 12 communes, est catégorisée dans les aires de moins de 50 000 habitants,.
La commune, bordée par la mer Méditerranée, est également une commune littorale au sens de la loi du 3 janvier 1986, dite loi littoral. Des dispositions spécifiques d’urbanisme s’y appliquent dès lors afin de préserver les espaces naturels, les sites, les paysages et l’équilibre écologique du littoral, tel le principe d'inconstructibilité, en dehors des espaces urbanisés, sur la bande littorale des 100 mètres, ou plus si le plan local d’urbanisme le prévoit.

### Occupation des sols
L'occupation des sols de la commune, telle qu'elle ressort de la base de données européenne d’occupation biophysique des sols Corine Land Cover (CLC), est marquée par l'importance des forêts et milieux semi-naturels (66 % en 2018), une proportion identique à celle de 1990 (66,3 %). La répartition détaillée en 2018 est la suivante : 
milieux à végétation arbustive et/ou herbacée (63,6 %), zones urbanisées (17,1 %), zones agricoles hétérogènes (10,6 %), prairies (5,2 %), forêts (1,6 %), eaux maritimes (1,1 %), espaces ouverts, sans ou avec peu de végétation (0,8 %). L'évolution de l’occupation des sols de la commune et de ses infrastructures peut être observée sur les différentes représentations cartographiques du territoire : la carte de Cassini (XVIIIe siècle), la carte d'état-major (1820-1866) et les cartes ou photos aériennes de l'IGN pour la période actuelle (1950 à aujourd'hui).

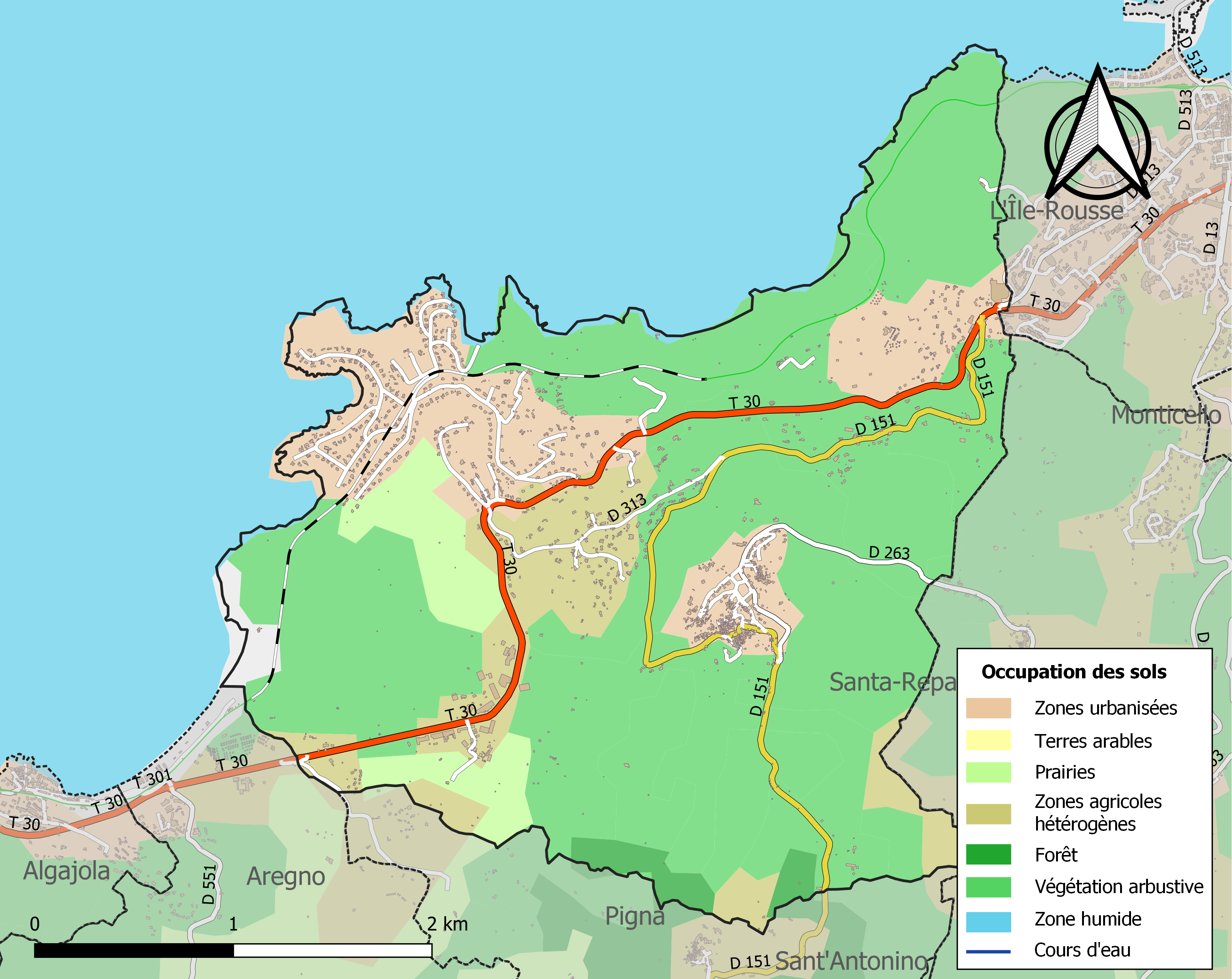
Carte des infrastructures et de l'occupation des sols de la commune en 2018 (CLC).
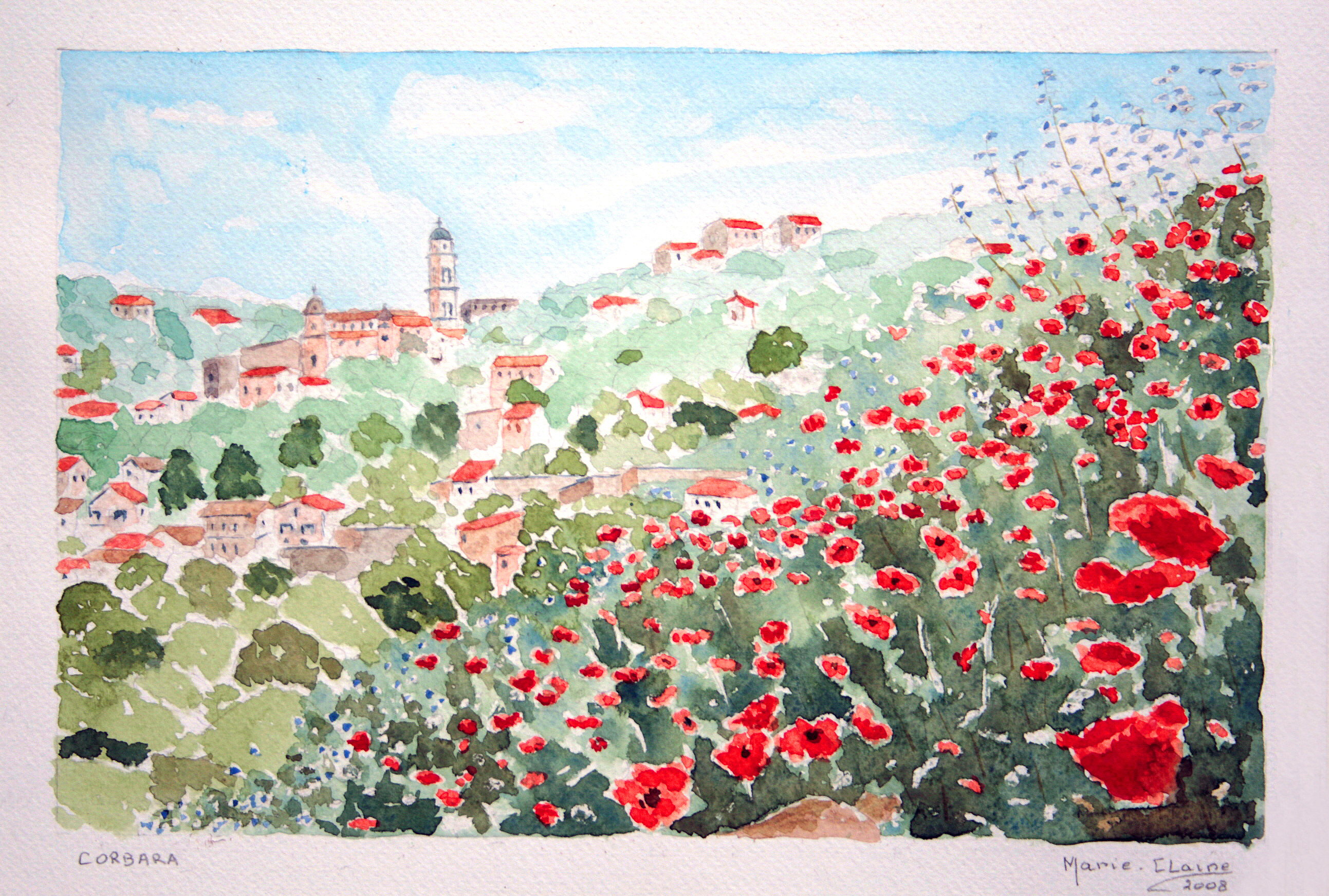
Aquarelle montrant Corbara de façon stylisée.

### Corbara village
Avec ses deux proches hameaux, U Borgu à l'ouest et Pietralta au nord, Corbara forme un bourg construit à une altitude moyenne de 273 mètres. Le village est bâti autour de l'église-collégiale A Nunziata. Il est pittoresque par ses places, ses fontaines, ses passages voûtés, ses lavoirs et ses nombreux édifices religieux : une collégiale, un oratoire et quatre chapelles dans le village même.

### Marine de Davia

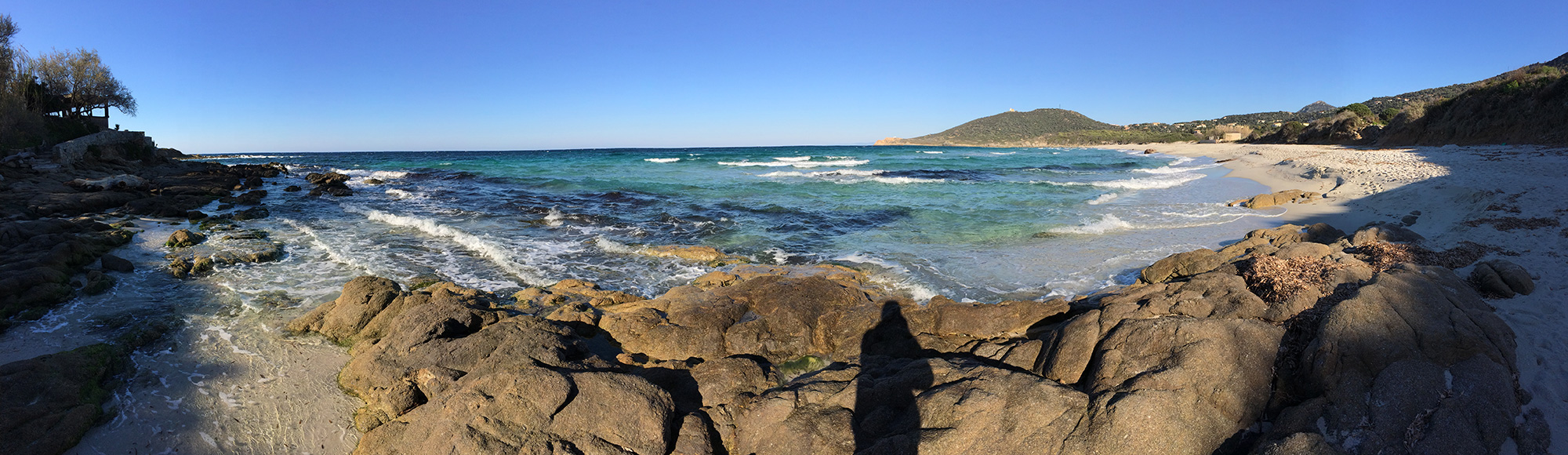
Plage de la marine de Davia.

La Marine de Davia est une station balnéaire quelquefois appelée « perle de la Balagne, un vaste espace résidentiel privé, un grand ensemble immobilier destiné principalement à la location. Ce complexe touristique privé, d'accès réglementé, était initialement surveillé à l'entrée par un poste de gardien. Les deux courts de tennis sont privés, réservés aux propriétaires et aux locataires. Par la Marine de Davia on accède à trois plages de sable fin, celles au fond des baies de Fornello, de Capite et de Vignola. Il y a également une halte des CFC.

### Autres hameaux
D'autres hameaux font partie de la commune :
- Carbunaghja et Curzo au NO, sur le littoral et en contrebas du village ;
- Fogata, à l'entrée de L'Île-Rousse. Les habitations sont réparties de part et d'autre de la route territoriale 30 (ex-RN 197) ;
- Zone d'activité à San Ciprianu où se situe la chapelle éponyme. La zone est en plein développement. D'importants travaux ont été réalisés sur la RT 30 qui a été élargie et dotée de refuges et terrepleins arborés.

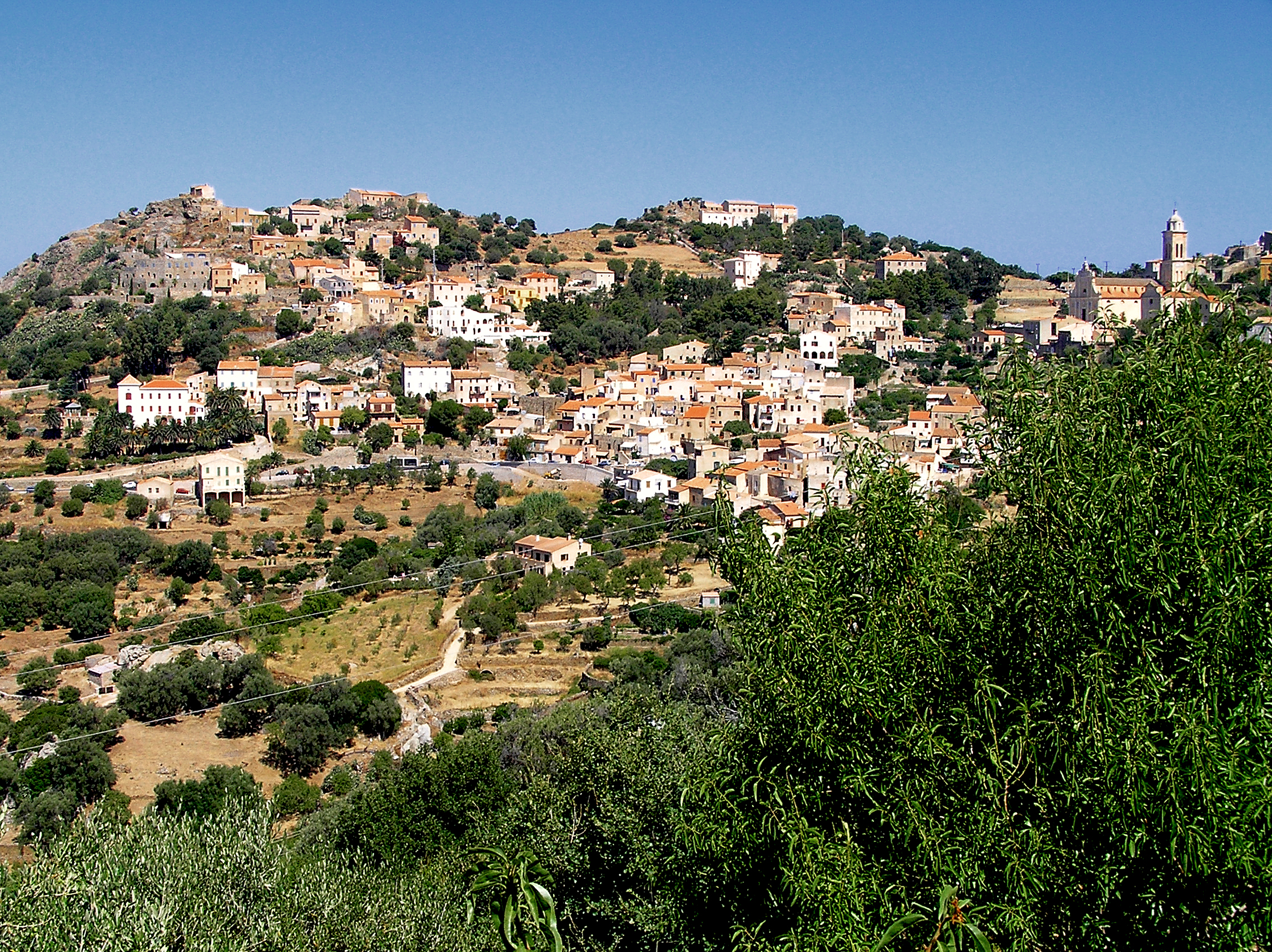
Le village.
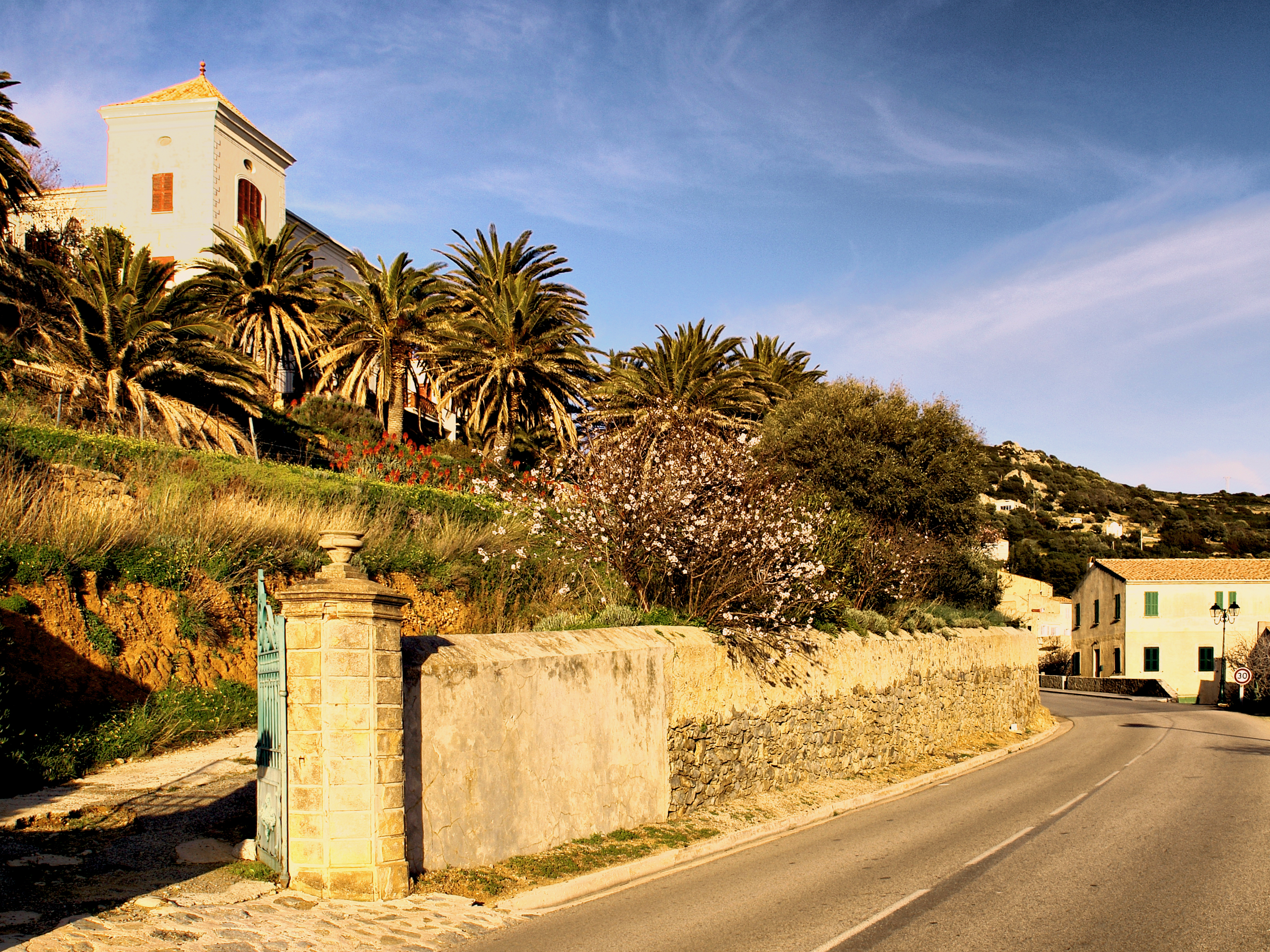
L'entrée du village par la D 151.
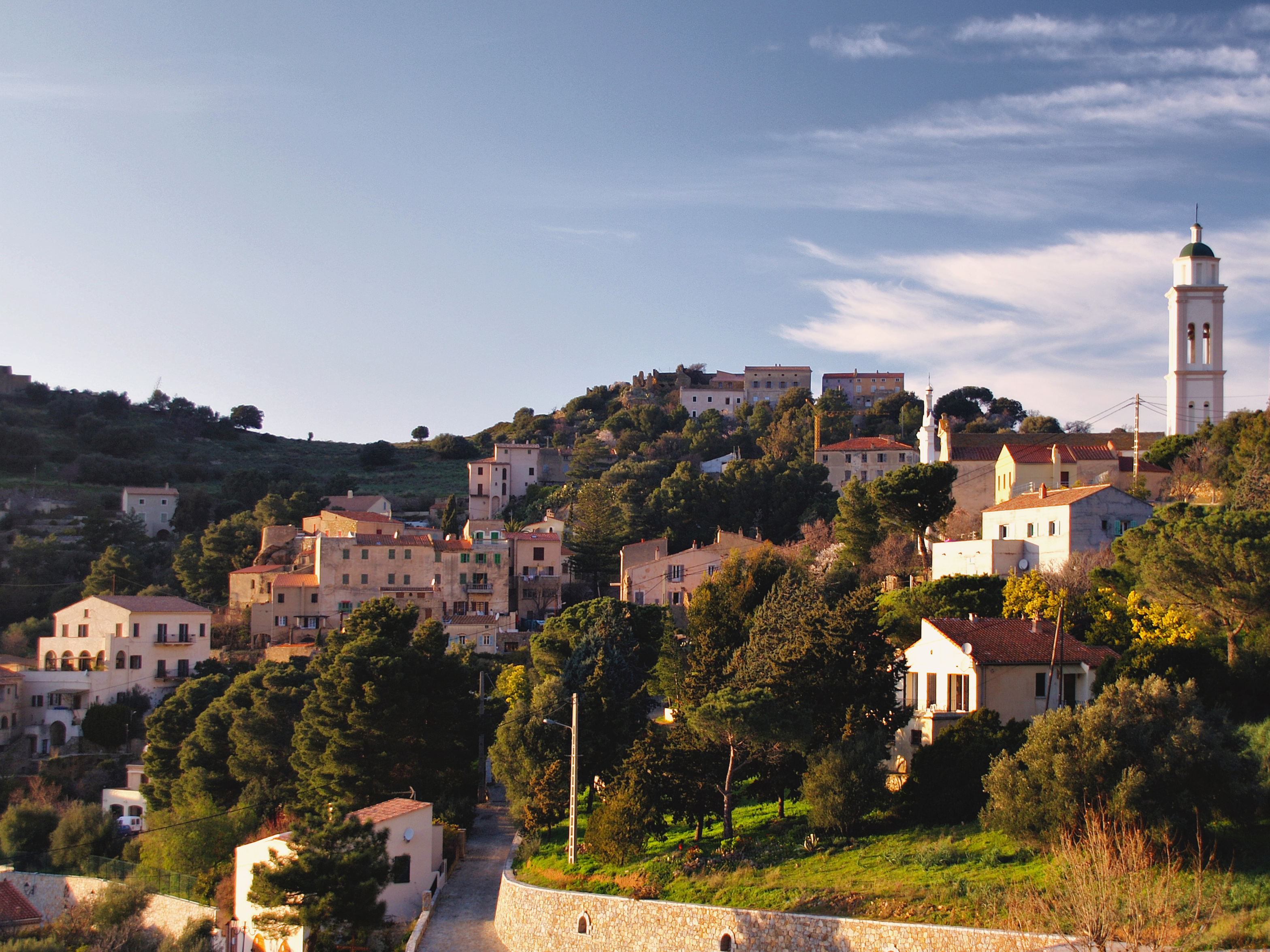
Le village et l'église.
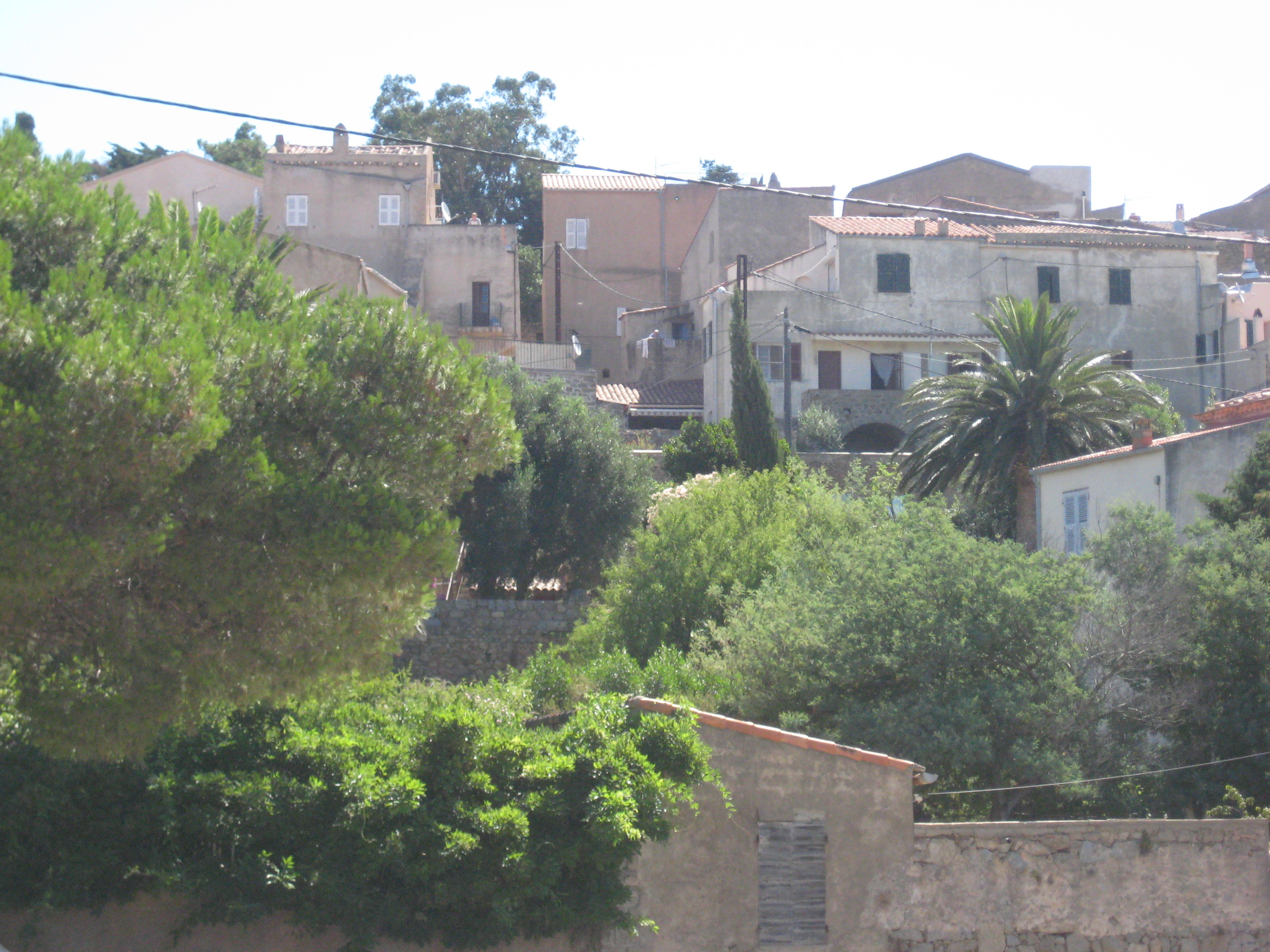
Le hameau de Pietralta.
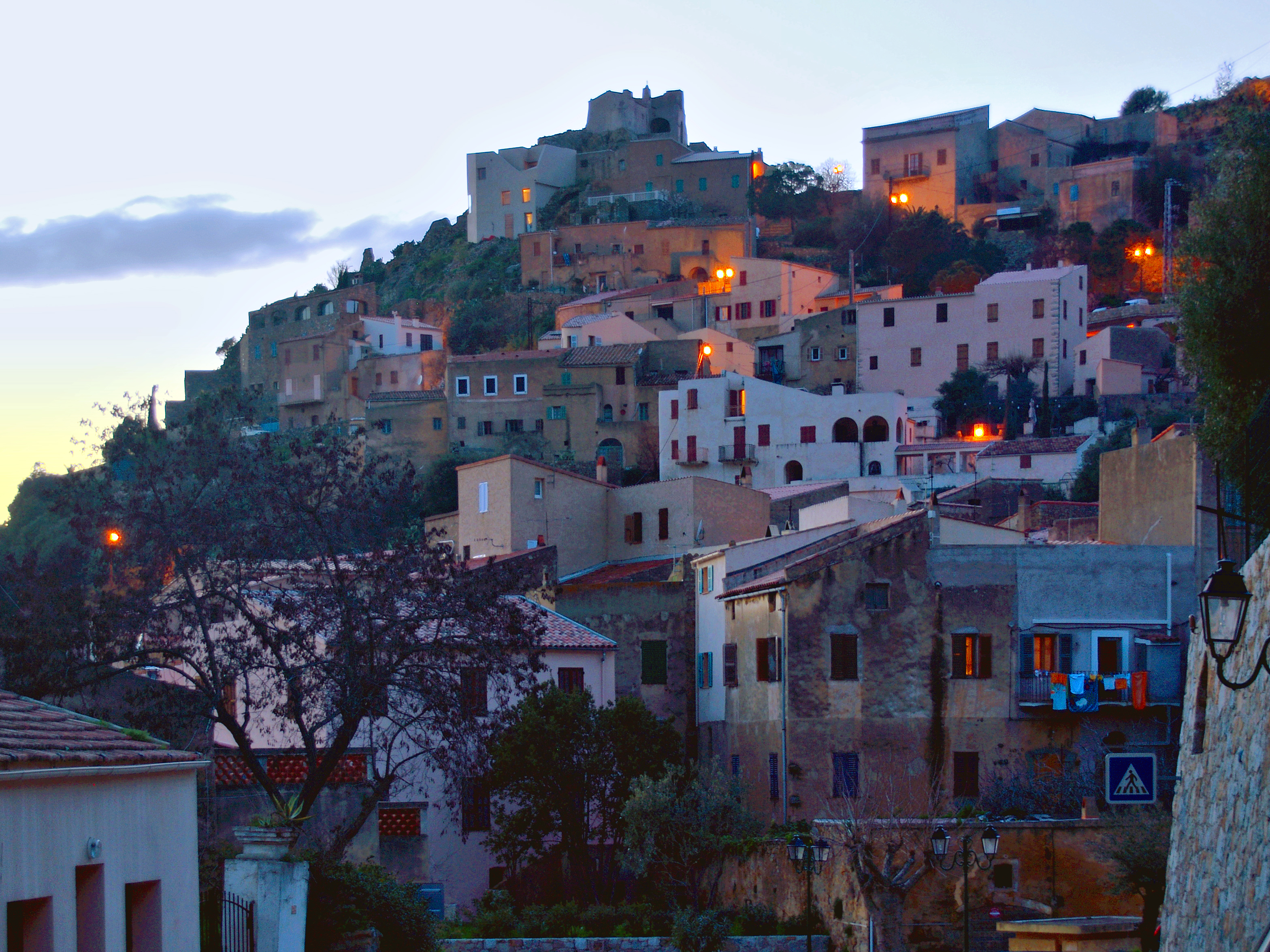
U Borgu.

## Toponymie
Le nom en corse de la commune est A Curbaghja. Au XIVe siècle, le comte Mannone vint s'établir sur les pentes du mont de Guido, à l'actuel emplacement de la chapelle de Notre-Dame des Sept Douleurs. Ce promontoire rocheux était dénommé curbaghja du fait de la présence de corbeaux ("corbeau" est dit corbu). L'appellation de ce lieu qui domine le village est à l'origine du nom de la commune.
La construction du mot, issu du latin corbus ("corbeau") avec juxtaposition suffixe –aria ("aire"), est analogue à celle du toponyme Corbière(s), courant en zone linguistique occitane.

## Histoire

### Moyen Âge
En 799 à Rome, peu après la donation de la Corse à la papauté par Pépin le Bref, certains Princes  se révoltent contre le Pape Léon III. Les principaux instigateurs de cette fronde sont : Ugo Colonna , Guido de Sabellis, Aimondo de Nasica et Napi.
Ils sont excommuniés et  envoyés dans les armées de Charlemagne à Aix-la-Chapelle.
À la mort de Léon III en 814, les familles des Princes romains exilés sollicitent leur retour. Le Pape Étienne IV accède à cette demande à la condition de reconquérir la Corse alors occupée par les Sarrasins.
Selon la tradition, un corps expéditionnaire issu des armées de Charlemagne est confié aux quatre Princes  qui délivrent l'île en 816. En récompense, Ugo Colonna est nommé comte de Corse et l'île est partagée en quatre :
Guido de Sabellis reçoit la province de Balagne. Il choisit de s’installer sur un sommet, à 400 mètres d’altitude, surplombant la mer, et qui portera le nom de mont de Guido. Il y fait construire un fortin dont les ruines sont encore visibles.
Son fils, Jacopino, fondateur des Pinascais de Balagne, fait bâtir un castel sur le monte Sant'Angelu. Ses ruines sont visibles au-dessus du couvent de Corbara.
La période 1002/1375 est marquée par des luttes incessantes entre les descendants de Jacopino et les seigneurs de Sant' Antonino et Bracaggio (Lumio).
En 1375, le comte Manonne, descendant de Guido de Sabellis, achève la construction d'un castel au lieu-dit U Forte (actuellement  U Fo, lieu d'implantation  de la chapelle Notre-Dame-des-Sept-Douleurs) et s’y installe. Un village se constitue autour de ce castel, sur les pentes du pic dit " Di a Curbaghja ". .

### Époque contemporaine

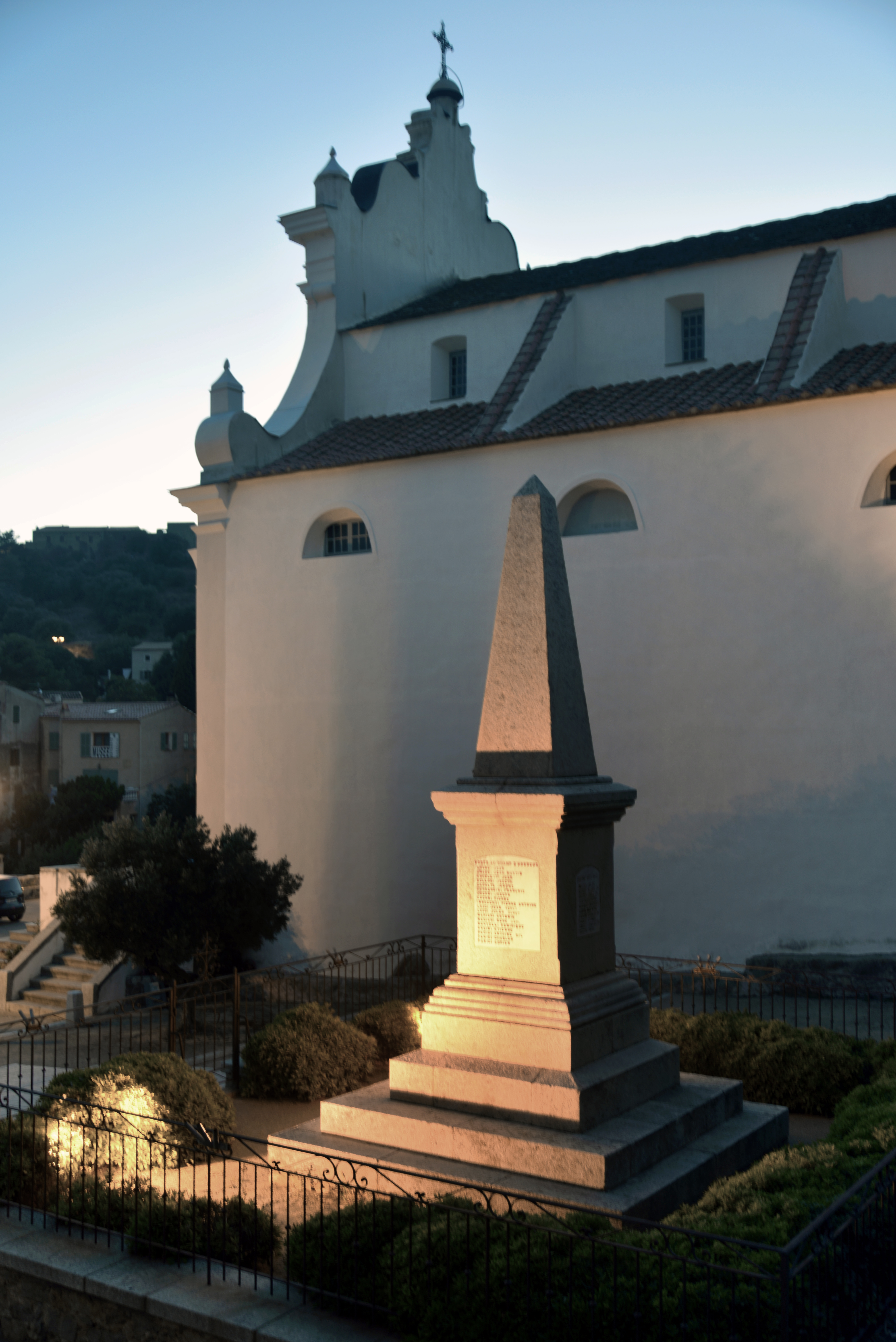
Monument aux morts de Corbara.

## Politique et administration

### Liste des maires
| Période                                  | Période              | Identité          | Étiquette | Qualité                                                |
| ---------------------------------------- | -------------------- | ----------------- | --------- | ------------------------------------------------------ |
|                                          | avant 1868-?         | Cervonius Pariggi |           |                                                        |
|                                          | 1978 - mars 2001     | Michel Luigi      | PCF       | Directeur d'école honoraire                            |
|                                          | mars 2001 - en cours | Paul Lions        | PS        | Retraité Ancien Président de la Communauté de Communes |
| Les données manquantes sont à compléter. |                      |                   |           |                                                        |

## Population et société

### Démographie
L'évolution du nombre d'habitants est connue à travers les recensements de la population effectués dans la commune depuis 1800. Pour les communes de moins de 10 000 habitants, une enquête de recensement portant sur toute la population est réalisée tous les cinq ans, les populations de référence des années intermédiaires étant quant à elles estimées par interpolation ou extrapolation. Pour la commune, le premier recensement exhaustif entrant dans le cadre du nouveau dispositif a été réalisé en 2007.

En 2022, la commune comptait 942 habitants, en évolution de +1,07 % par rapport à 2016 (Haute-Corse : +5,15 %, France hors Mayotte : +2,11 %).
| 1800 | 1806  | 1821  | 1831  | 1836  | 1841  | 1846  | 1851  | 1856  |
| ---- | ----- | ----- | ----- | ----- | ----- | ----- | ----- | ----- |
| 997  | 1 186 | 1 212 | 1 144 | 1 193 | 1 240 | 1 178 | 1 228 | 1 171 |

| 1861  | 1866  | 1872  | 1876  | 1881  | 1886  | 1891  | 1896  | 1901 |
| ----- | ----- | ----- | ----- | ----- | ----- | ----- | ----- | ---- |
| 1 110 | 1 156 | 1 092 | 1 020 | 1 013 | 1 001 | 1 080 | 1 053 | 932  |

| 1906 | 1911 | 1921 | 1926 | 1931 | 1936 | 1946 | 1954 | 1962 |
| ---- | ---- | ---- | ---- | ---- | ---- | ---- | ---- | ---- |
| 842  | 878  | 790  | 877  | 670  | 752  | 554  | 508  | 314  |

| 1968 | 1975 | 1982 | 1990 | 1999 | 2006 | 2007 | 2012 | 2017 |
| ---- | ---- | ---- | ---- | ---- | ---- | ---- | ---- | ---- |
| 355  | 366  | 510  | 583  | 706  | 888  | 914  | 981  | 907  |

| 2022 | - | - | - | - | - | - | - | - |
| ---- | - | - | - | - | - | - | - | - |
| 942  | - | - | - | - | - | - | - | - |

## Économie
La commune vivait essentiellement des activités touristiques et de services durant la saison estivale. La zone d'activité (au départ une zone artisanale) créée le long de la RN 197 en contrebas du village, se développe rapidement. De grandes enseignes commerciales s'y sont implantées (bricolage, mode, chaussures, jouets, bazar, etc.).

### Strada di l'Artigiani
Comme pour les villages voisins, l'agriculture demeure une activité ancestrale. Elle est ici représentée par l'oléiculture, l'apiculture et l'élevage, mais pas par la viticulture.
Corbara compte trois artisans et producteurs fermiers de la Strada di i Sensi (route des Sens authentiques) qui ont adhéré à l'association Strada di l'Artigiani (Route des artisans de Balagne). De ce fait, Corbara se trouve sur le circuit « Strada di l'Artigiani ». Sur les routes de Balagne, des panneaux signalent ces routes et d'autres encore, œuvre du CREPAC :
– atelier de poterie du maître-potier Antoine Campana à Carbunaghja, ouvert toute l'année ;
– atelier d'Hélène Cancela (création de bijoux, gravures à l'eau-forte, pierres semi-précieuses…) ouvert tous les jours en saison estivale et sur RDV le restant de l'année ;
– société coopérative oléicole de Balagne, installée dans la zone artisanale de Corbara. Vente d'huile d'olive.

## Culture locale et patrimoine

### Lieux et monuments
Corbara possède des biens publics et privés classés Monuments historiques au Patrimoine culturel ainsi que 29 œuvres classées.
La mairie renferme un tableau Cléopâtre, peinture à l'huile sur toile du XVIIe siècle, classée monument historique par arrêté du 9 février 1995.

#### Couvent Saint-Dominique de Corbara
Le couvent Saint-Dominique de Corbara a été bâti vers 1430 sur les flancs du mont Saint-Ange (San'Anghjelu). À l'origine, il s'appelait couvent de Saint François de la Pieve d’Aregno. En 1861, à la suite des franciscains, des dominicains italiens sont venus s'y installer. Chassés en 1903 après promulgation des Lois de Séparation de l’Église et de l’État, les dominicains y reviennent en 1927. Ils en repartiront en 1993. Depuis le couvent est occupé par les frères de Saint-Jean, une nouvelle communauté religieuse. C'est le plus important couvent de Corse. C'est aussi un lieu de retraite.
Lors de la Grande Guerre, il servira de lieu d'internement pour près de 800 civils allemands et austro-hongrois. L'un d'entre eux aura laissé des dessins de la vie durant cette période dans deux des cellules monastiques.
Durant le mois d'octobre 1914, près de 400 Alsaciens seront internés l'espace de quelques jours au couvent en raison d'une bévue du préfet des Bouches du Rhône. Ce dernier les ayant fait transférés en Corse avant que le gouvernement français en soit informé, ce dernier les faisant rapatriés sur le continent. 
Le couvent en totalité, bâtiments conventuels et cloître, église et clocher, est inscrit à l'inventaire national des monuments historiques par arrêté du 28 novembre 2011. 

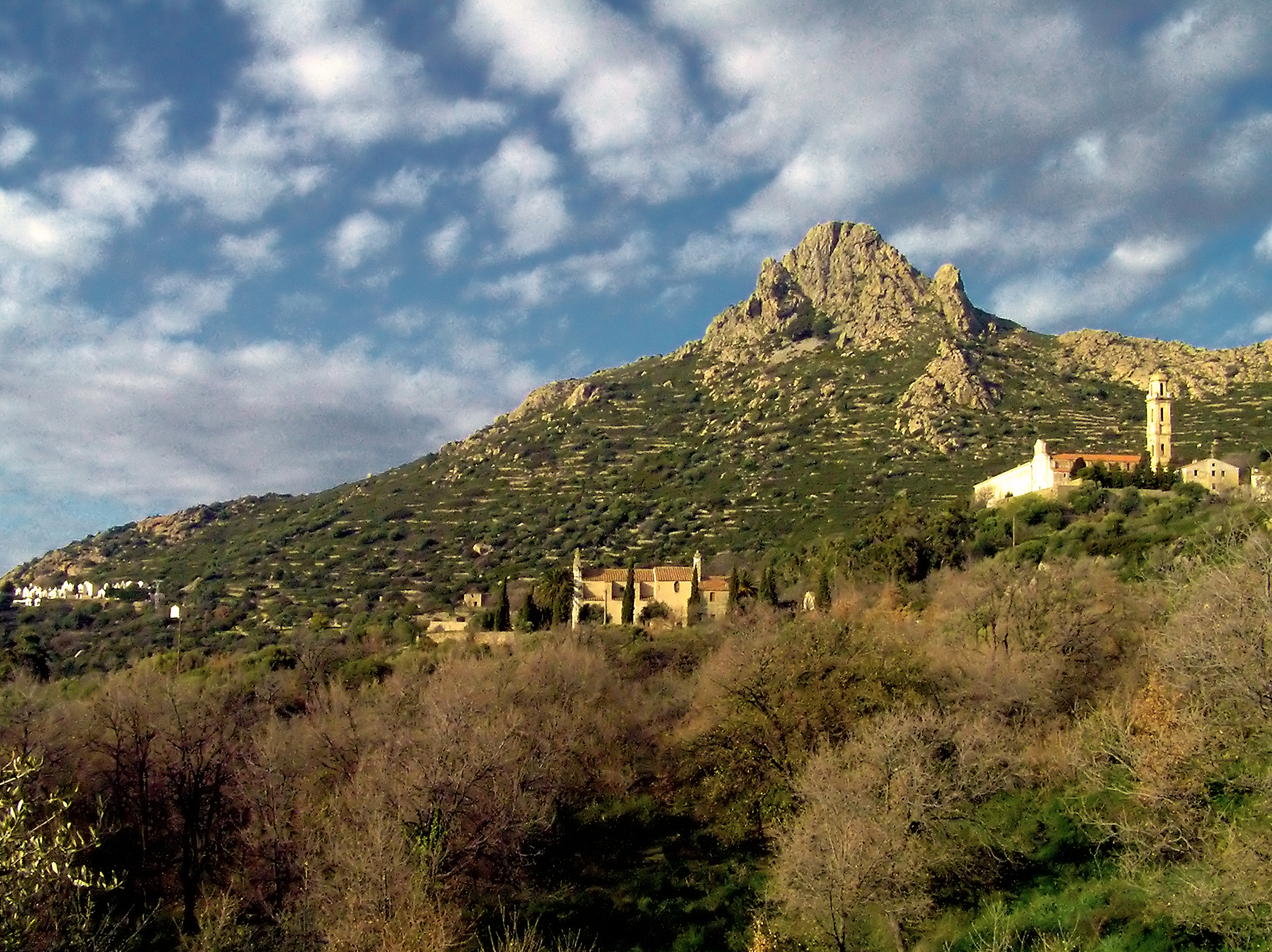
Couvent de Corbara et Notre-Dame de Latio.
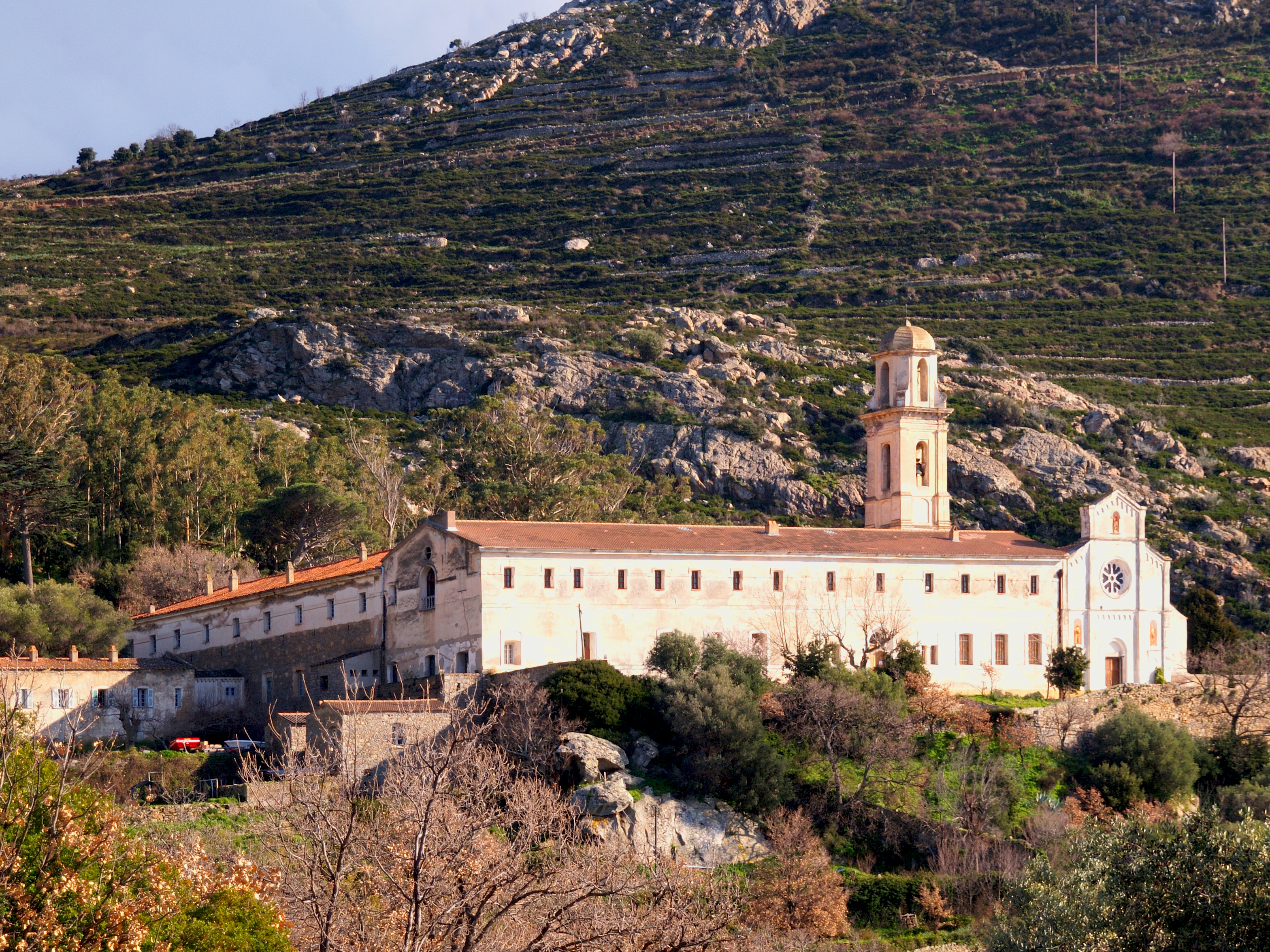
Couvent Saint-Dominique.
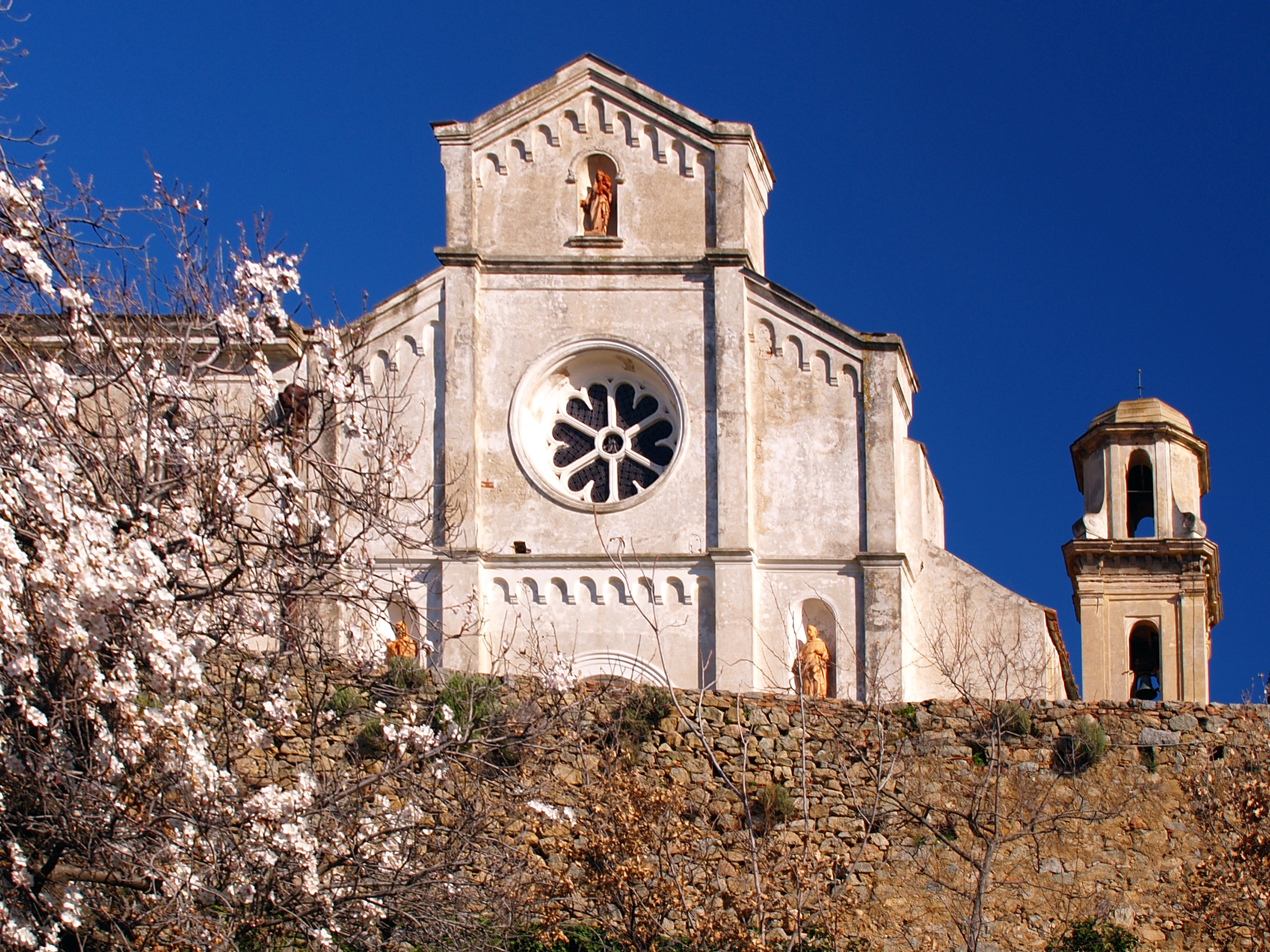
Fronton du couvent Saint-Dominique.
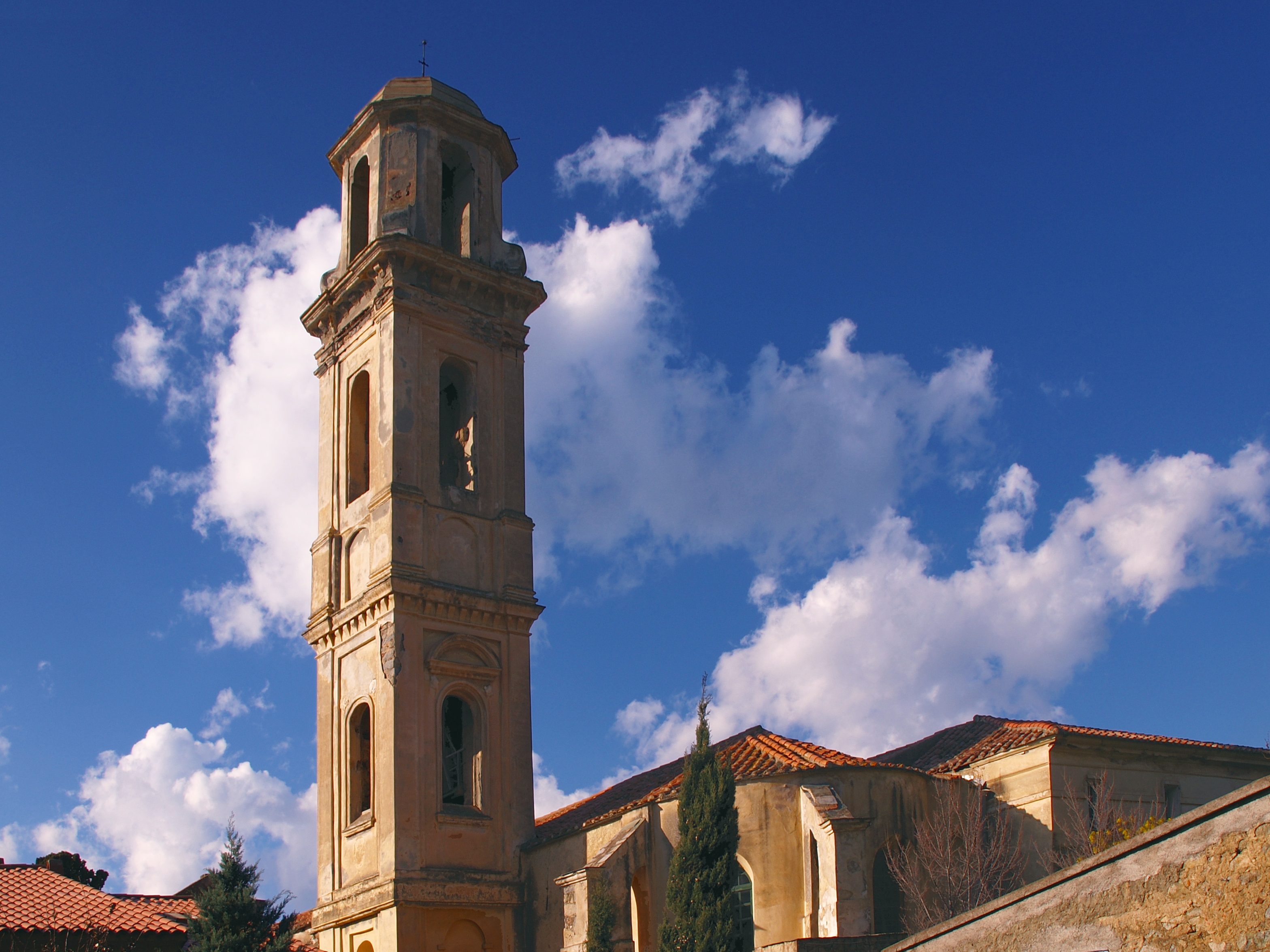
Campanile du couvent Saint-Dominique.

#### Église-collégialeA Nunziata

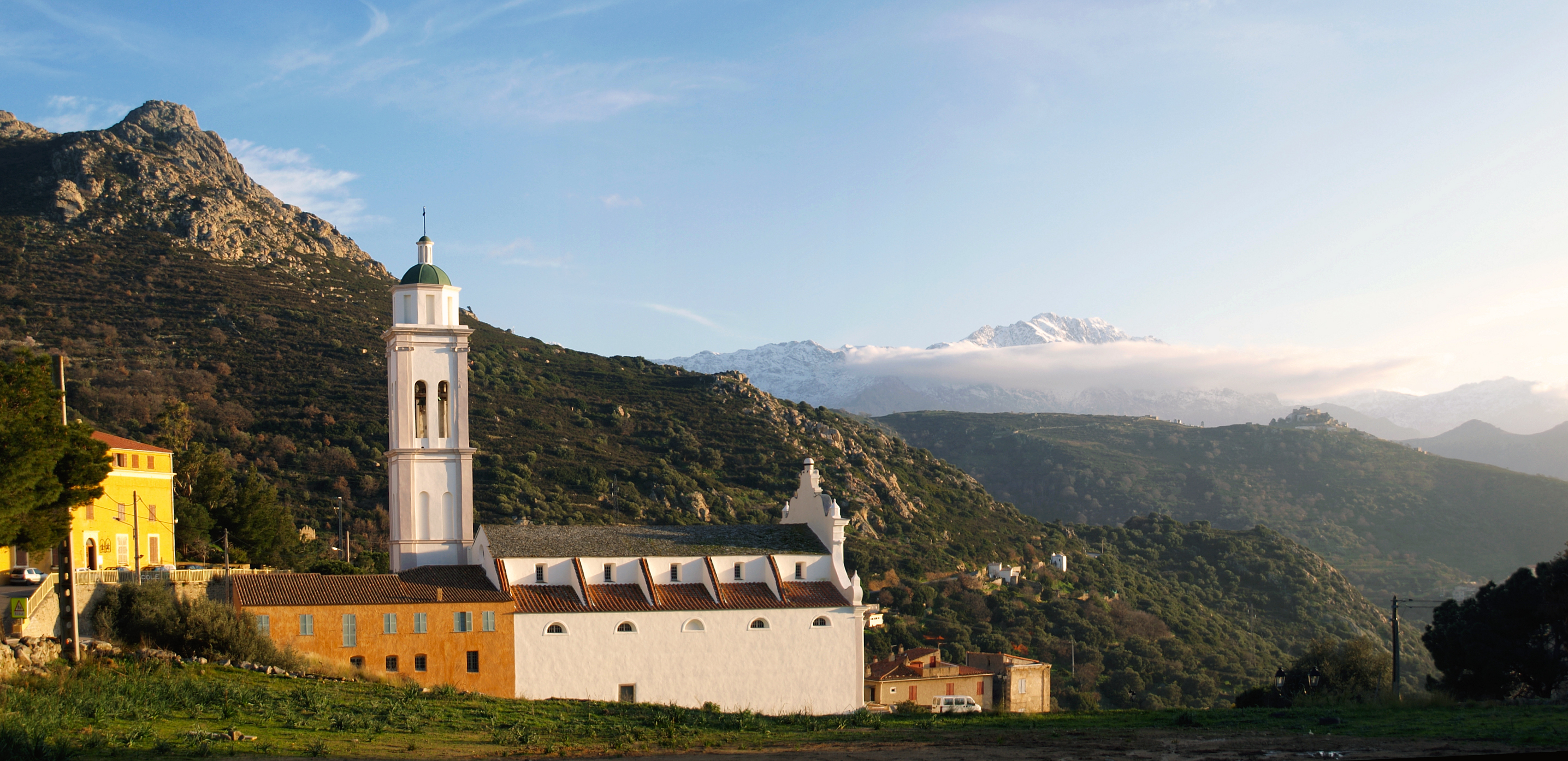
Panorama sur le Monte Grosso depuis les pentes du mont Saint-Ange jusqu'à Sant'Antonino.

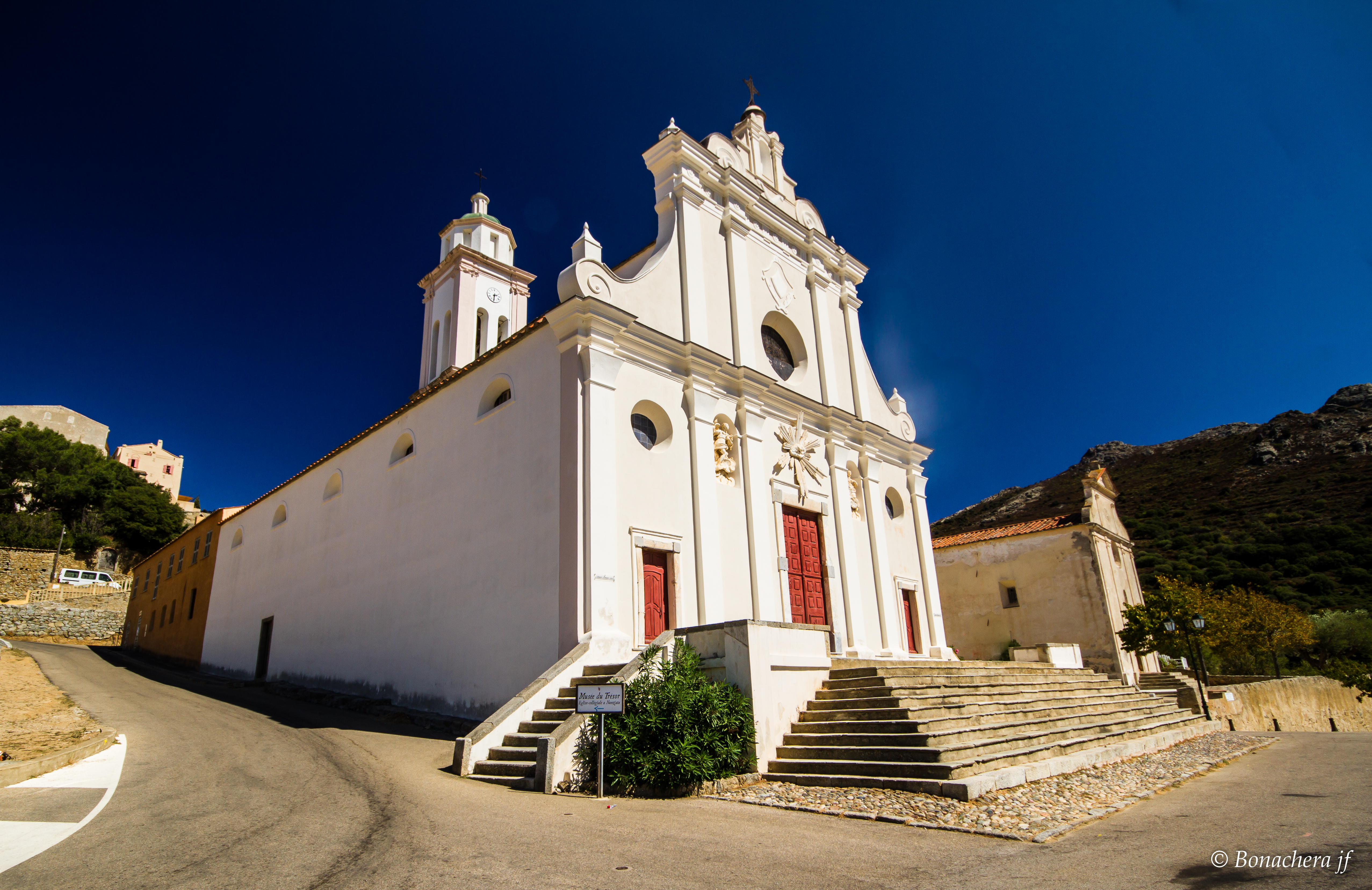
Église-collégiale A Nunziata.

L'église-collégiale paroissiale de l'Annonciation est un édifice baroque édifié entre 1641 et 1751 et situé au centre du village. Elle est classée Monument historique par arrêté du 6 septembre 1985.
S'y trouvent de nombreuses œuvres classées Monument historique.

#### Chapelle de Notre-Dame des Sept Douleurs
Elle est située au hameau de U Borgu qu'elle domine. Bâtie en 1765 sur les vestiges de l’ancien fortin du comte Mannone (U Fo) édifié au XIVe siècle, elle fut inaugurée le 25 avril 1700 par Dominique Aitelli Savelli de Guido, descendant de Guido de Savelli qui fonda Corbara en 816. C'est à cet endroit que Pascal Paoli aurait décidé de l'emplacement de la ville de L'Île-Rousse. Elle est inscrite MH par arrêté du 6 septembre 1985.
La chapelle renferme les œuvres classées MH le 26 septembre 2005 ci-après :
- groupe sculpté Vierge à l'Enfant dite Madonna di u Laziu en marbre peint datant de 1481. Depuis le Second Empire, la statue est revêtue d'une robe pudique qui n'est enlevée que le jour de la fête de Notre-Dame de Lazio, début octobre.
- bas-relief Vierge de Pitié en marbre sculpté du XIXe siècle.

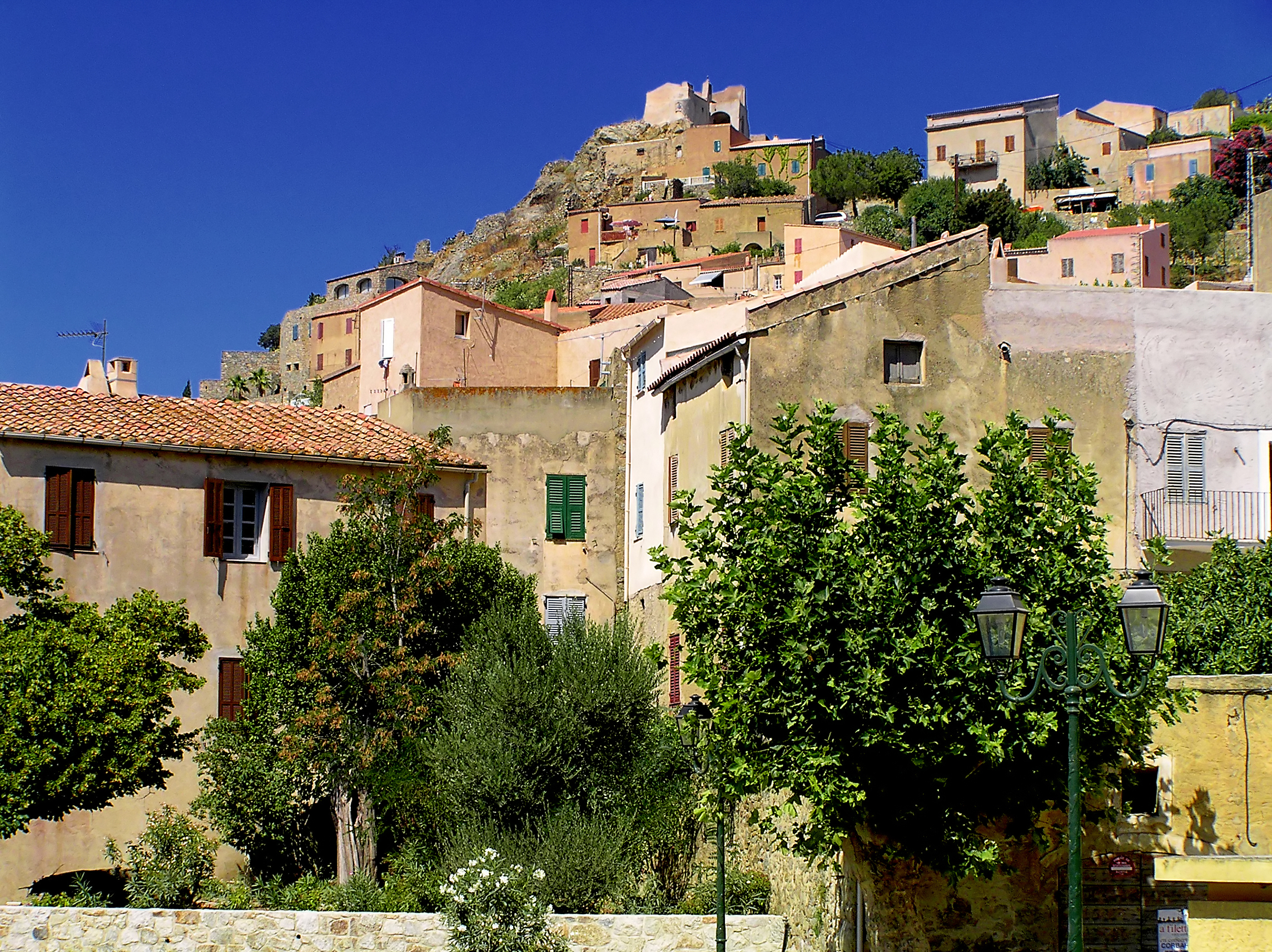
Notre-Dame-des-Sept-Douleurs vue depuis U Borgu.
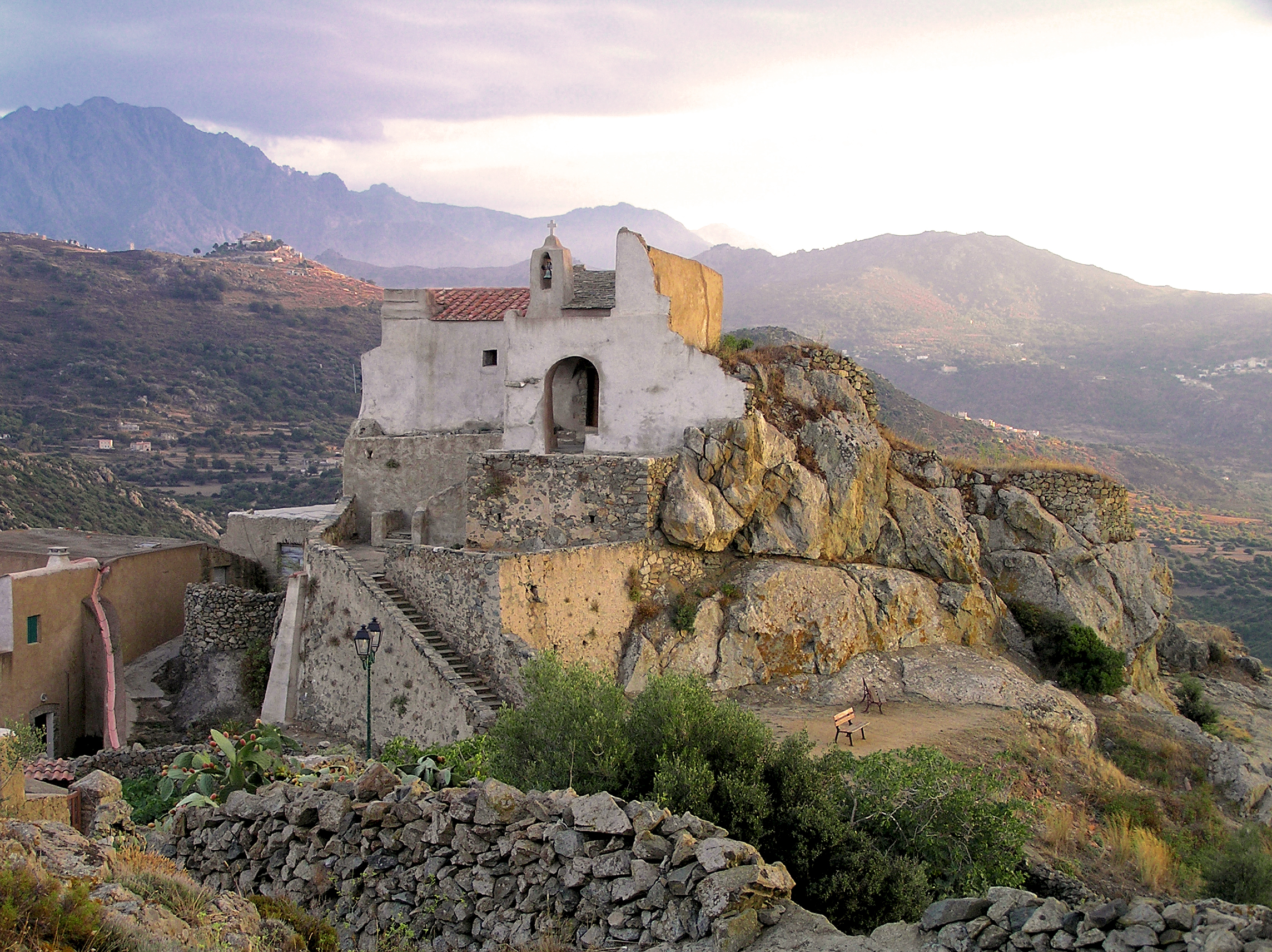
Notre-Dame-des-Sept-Douleurs.
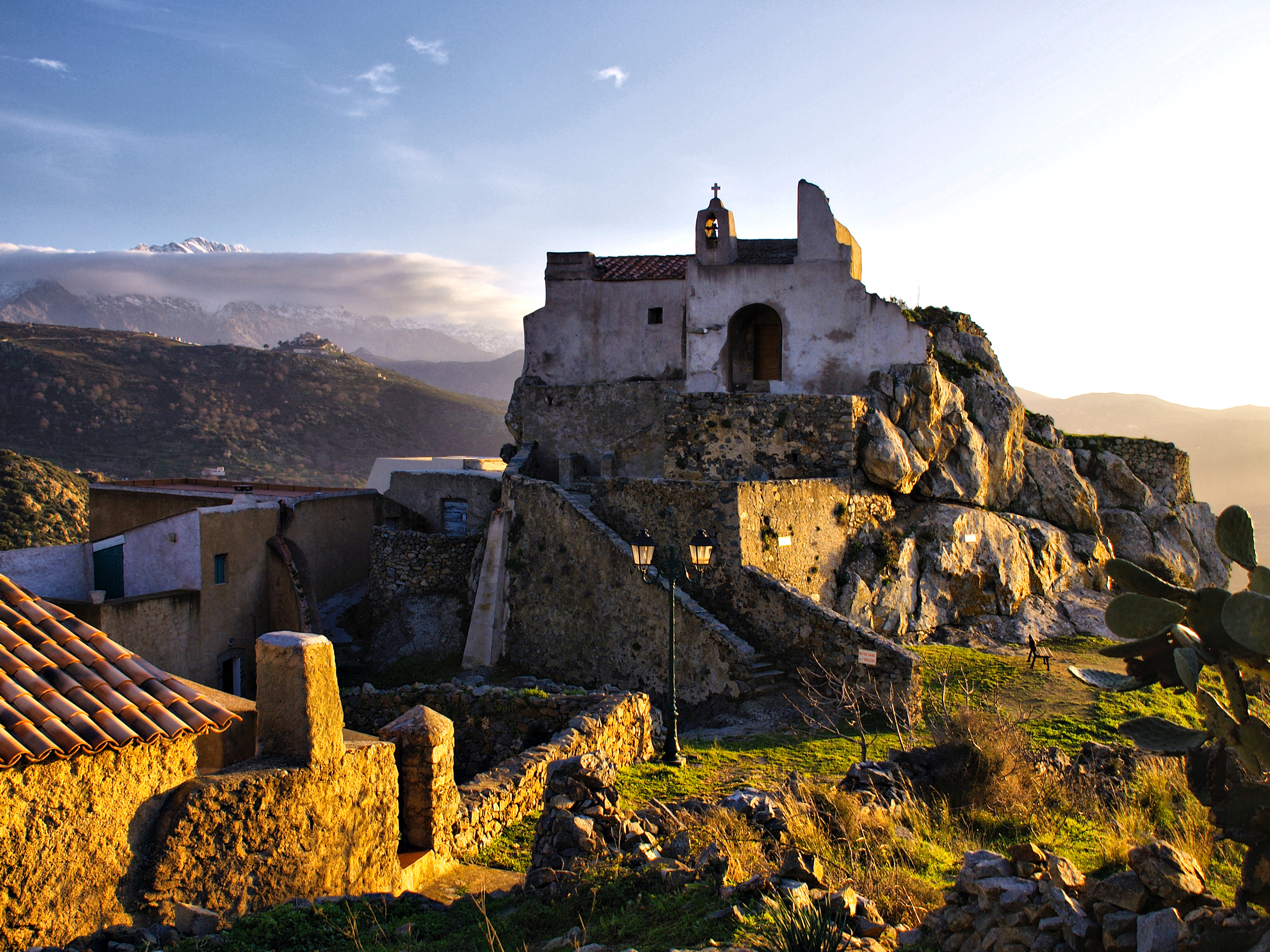
Notre-Dame-des-Sept-Douleurs, ex-fortin du comte Mannone.
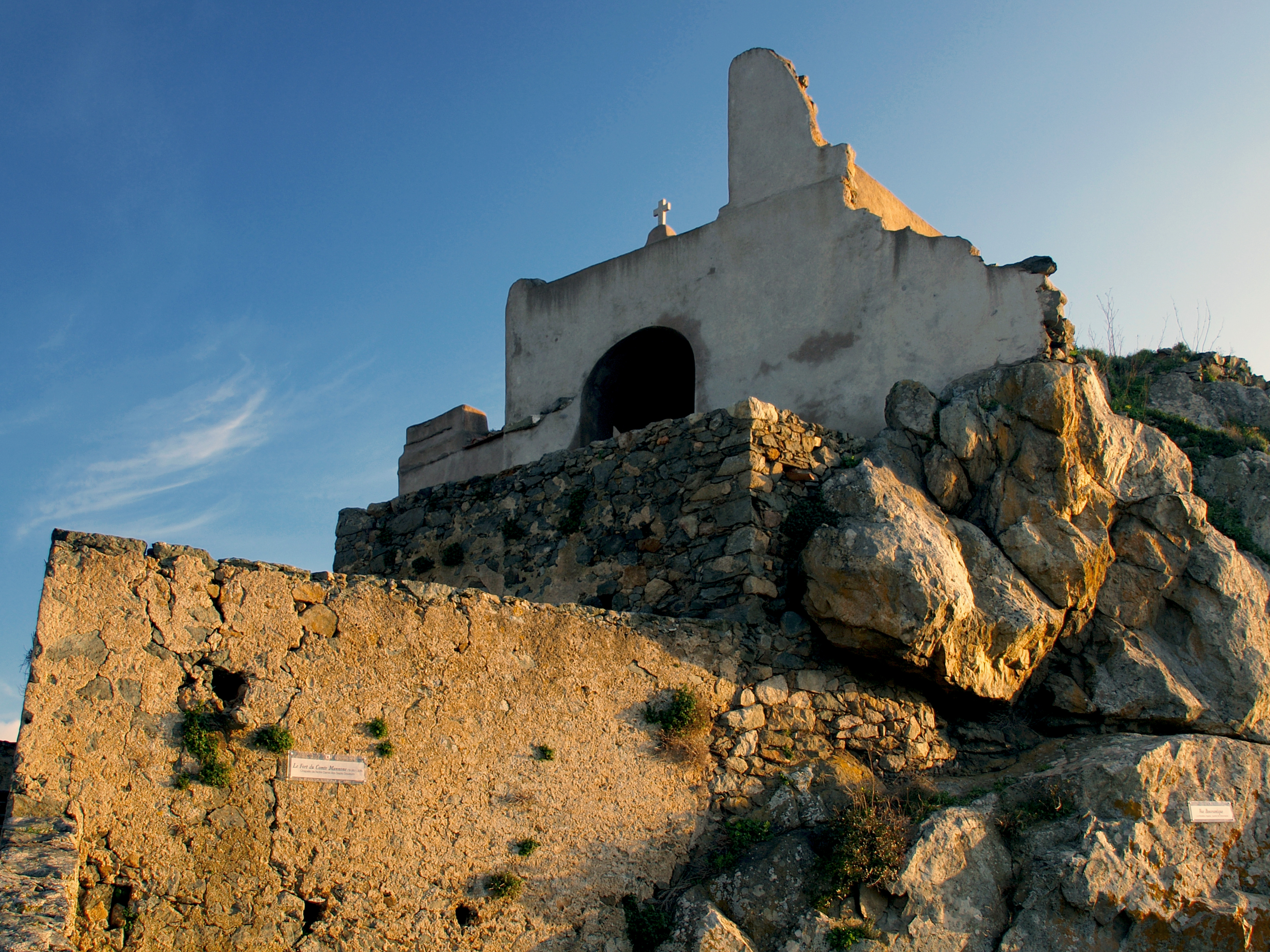
Notre-Dame-des-Sept-Douleurs, ex-fortin du comte Mannone.

#### Chapelle de laNativité, dite chapelle Notre-Dame de Lazio
La chapelle Notre-Dame de Latiu (de Lazio ou Lazzio ou encore Latio), située sous le couvent Saint-Dominique de Corbara, a été construite en 1765. C'est un sanctuaire où se déroulent toute l'année des cérémonies. Les plus habituelles sont le Jeudi Saint (adoration du Saint Sépulcre), le 2 juillet (messe en l'honneur de Notre-Dame des Grâces), le 26 juillet (fête de la Sainte-Anne), le 15 août (fête de l'Assomption – messe suivie d'une procession) , le 8 septembre (report au dimanche suivant de la fête de la Nativité de Marie), et fin septembre (cérémonie de clôture, investiture de la Vierge, messe et procession).
L'édifice religieux est inscrit Monument historique.
Elle comporte des sculptures classées :
- un groupe sculpté Vierge à l'Enfant dite Madonna di u Laziu daté de 1481[26],
- un bas-relief Vierge de Pitié en marbre, daté du XIXe siècle[27].

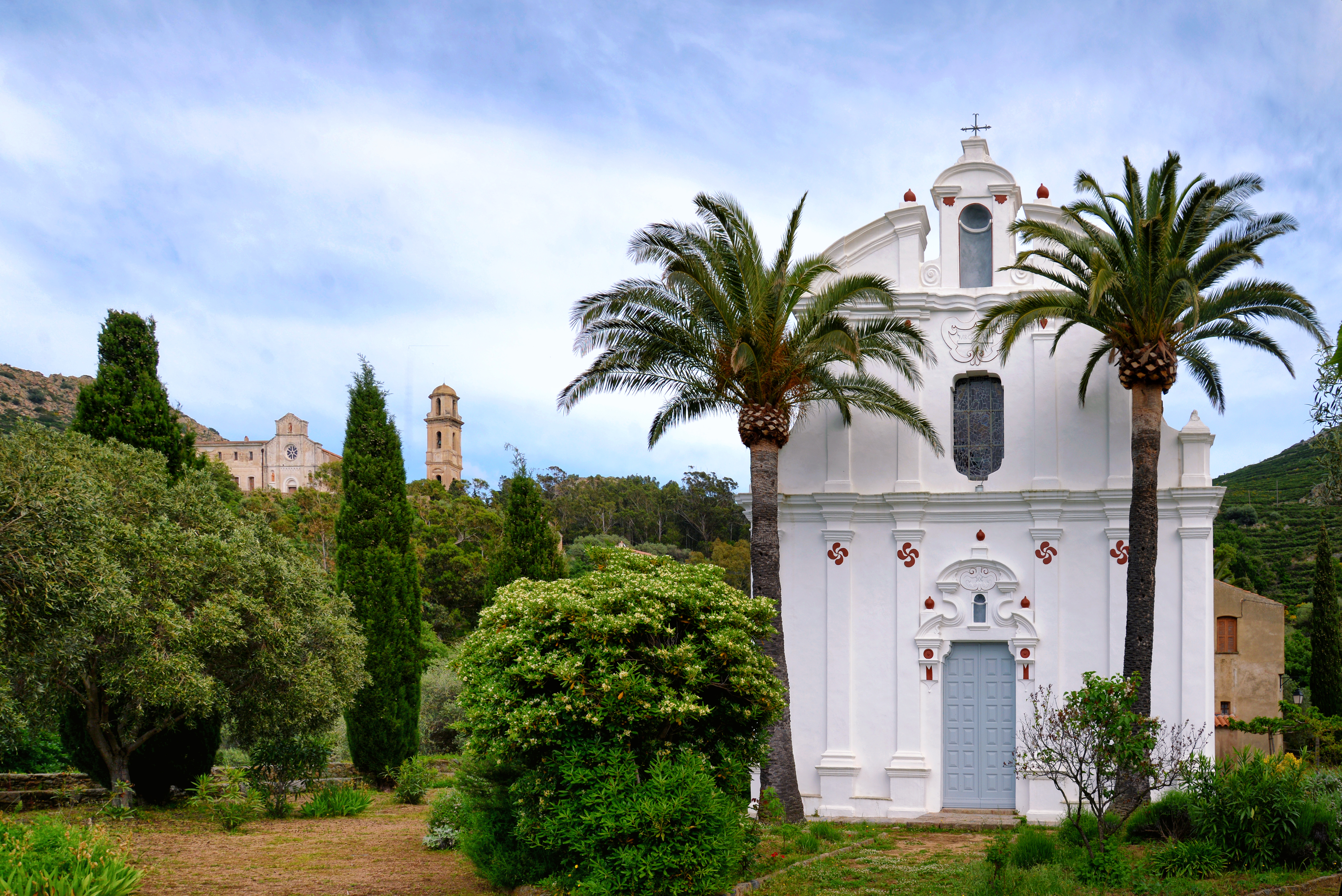
Notre-Dame de Lazio.
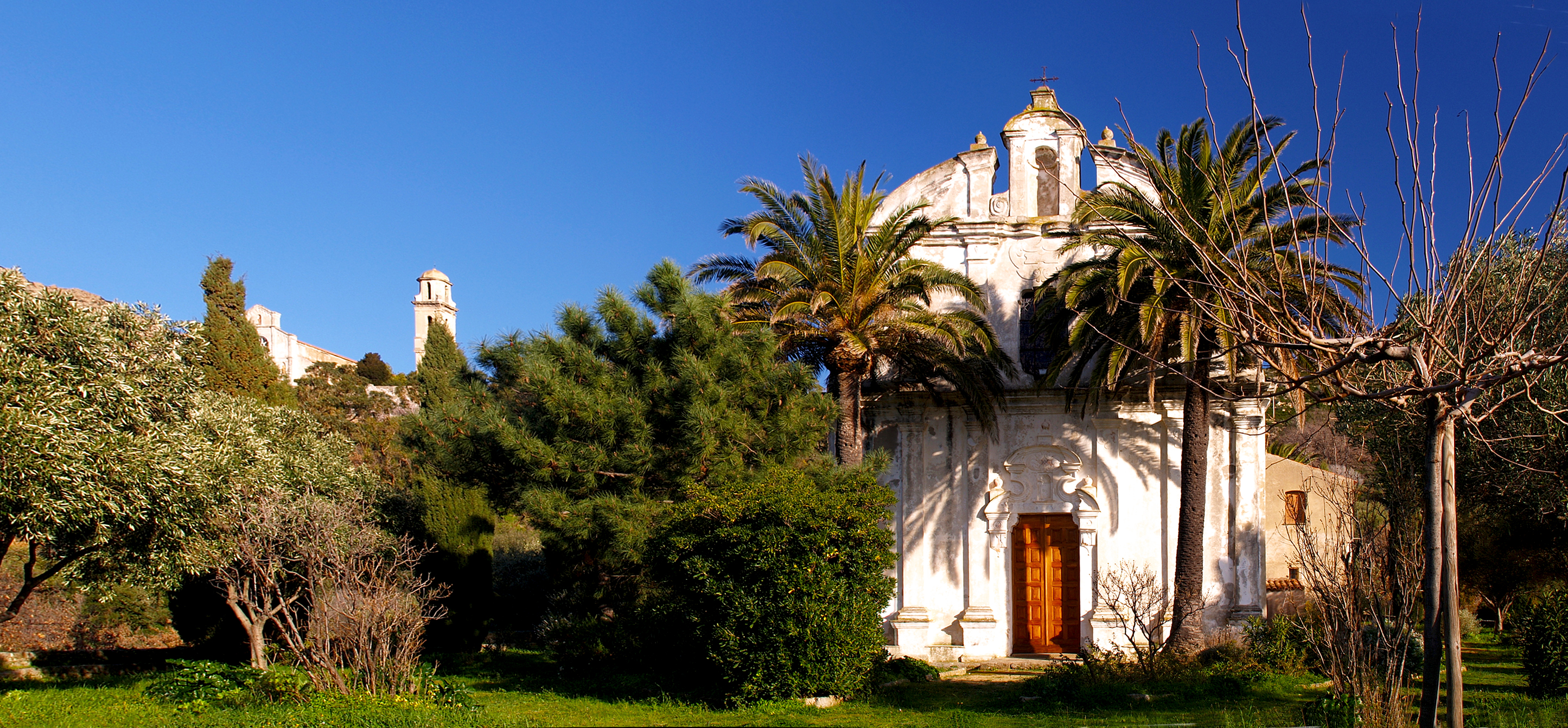
Chapelle Notre-Dame de Latio.
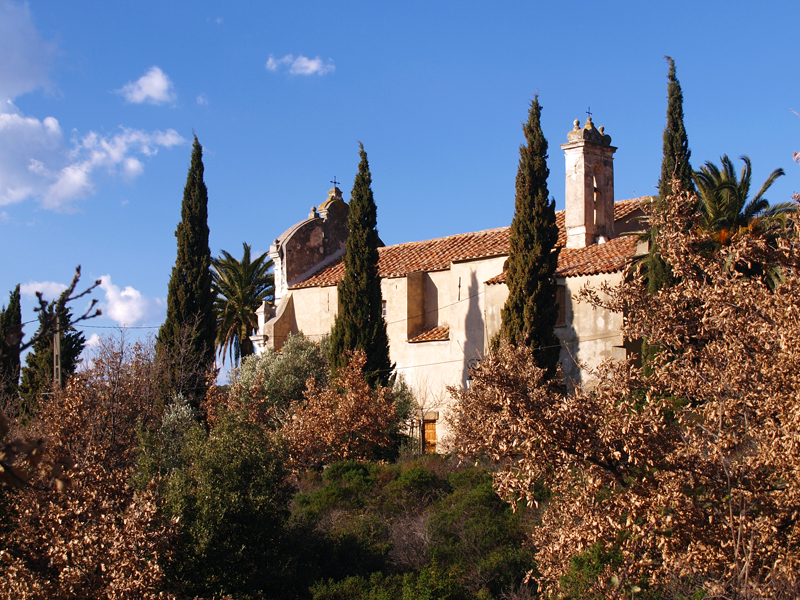
Chapelle Notre-Dame de Latio.
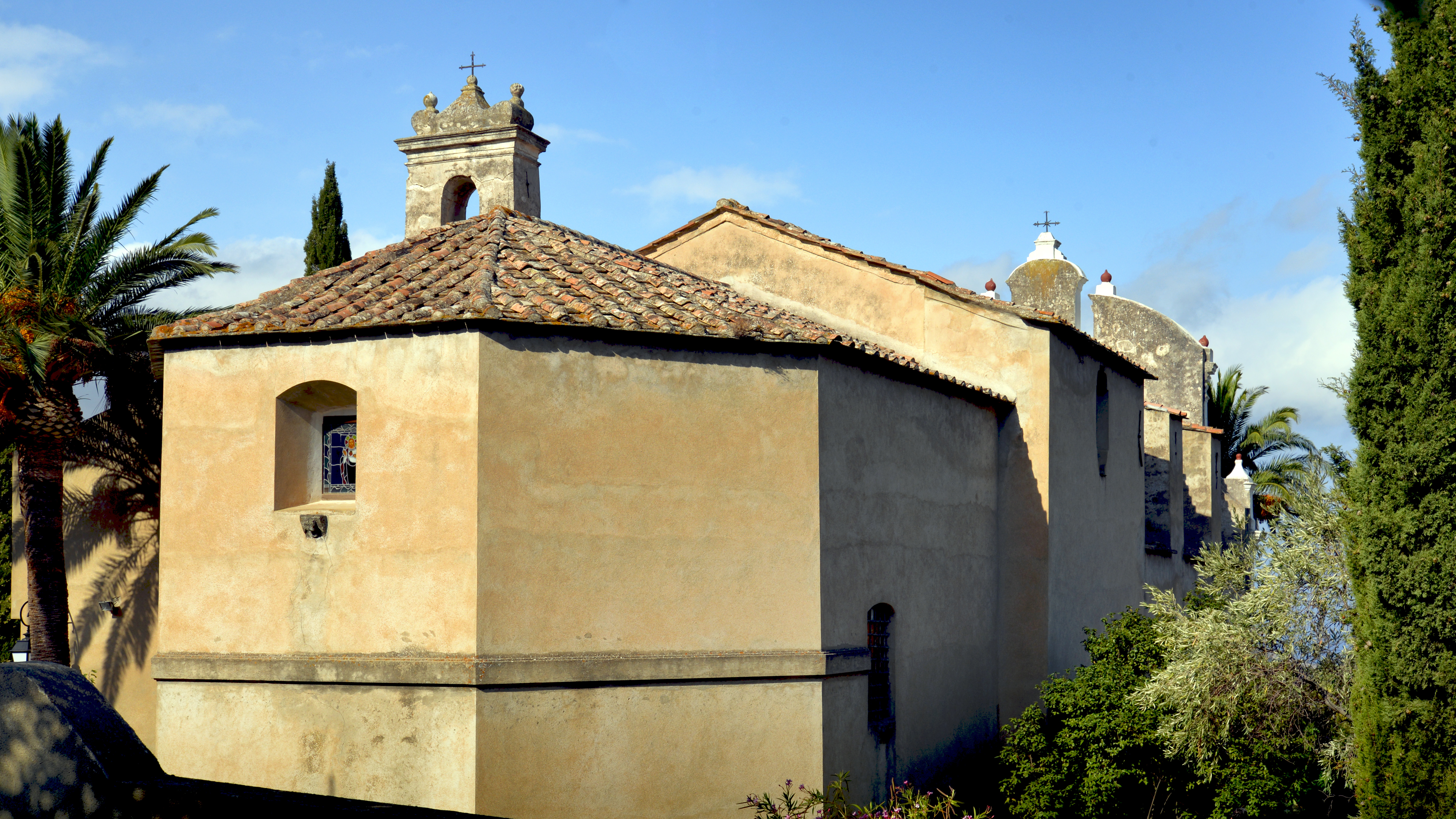
Chevet.
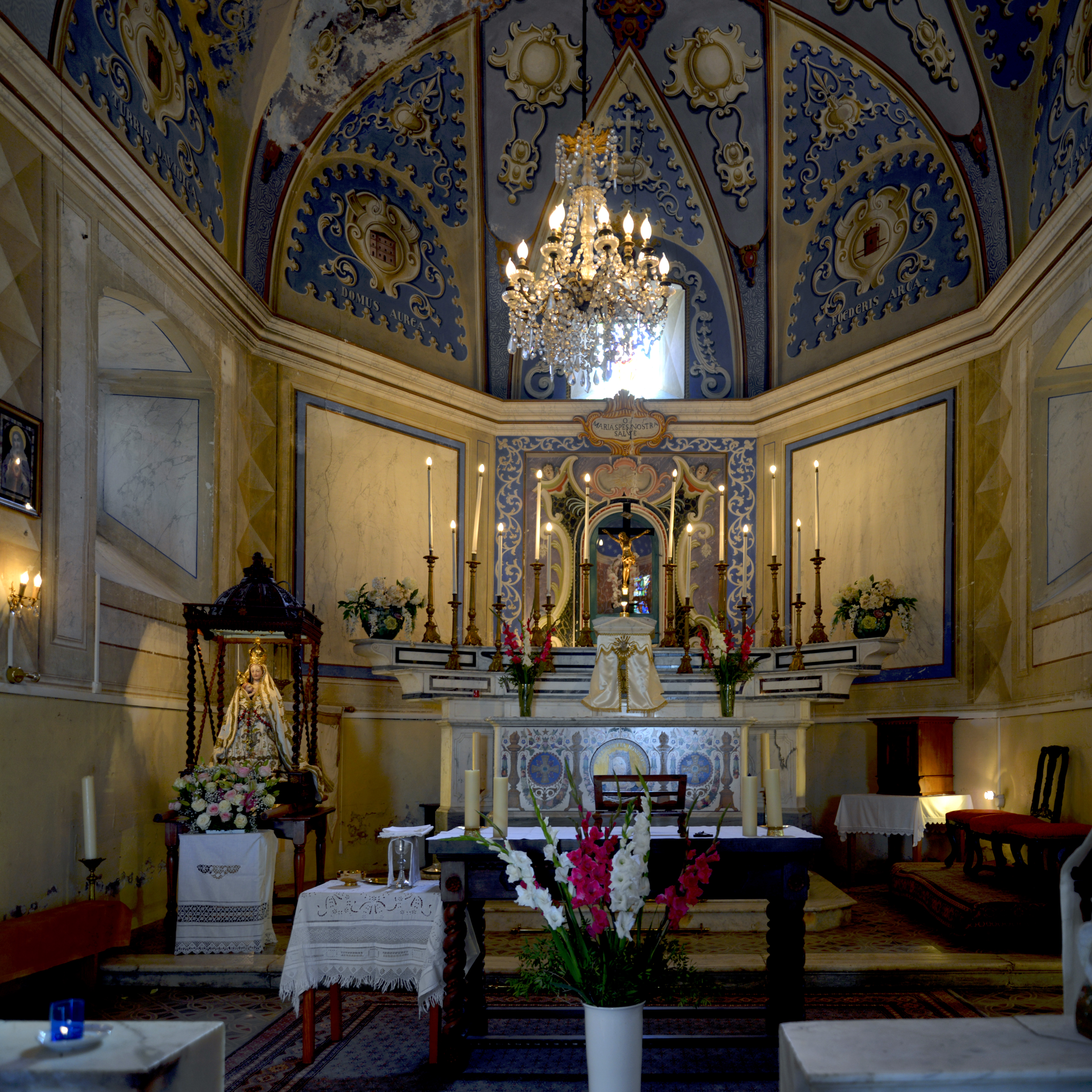
Intérieur de la chapelle Notre-Dame de Latio.
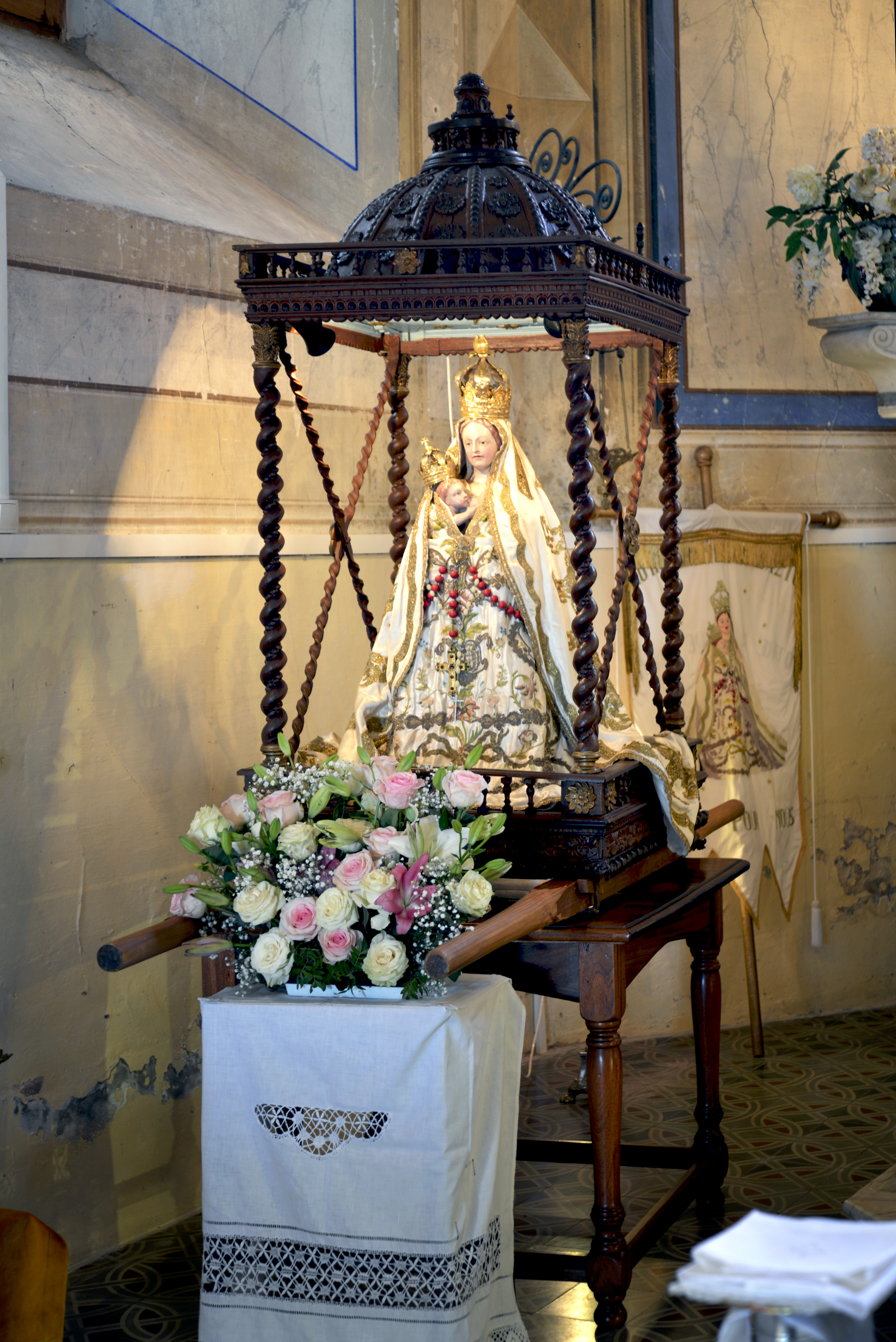
Statue Vierge à l'Enfant.

#### Autres patrimoines religieux
- Oratoire (Casazza) des Pénitents de Saint-Antoine-l’Ermite ou Cunfraternita Sant'Antone Abbate (confrérie Saint-Antoine-Abbé) de Corbara, édifice voisin de l'église. La statue de saint Antoine en bois du XVIIe siècle est classée par arrêté du 29 avril 1960[28].
- Chapelle Santa Lucia (Sainte-Lucie), au centre du village.
- Chapelle San Roccu (Saint-Roch) sur la route menant à U Borgu.
- Chapelle des Saints Pierre et Paul, en bordure de la D 151 hors du village.
- Chapelle des Saints Corneille et Cyprien, héritage pisan dans la plaine de Balanea (XVIIe siècle).
- Chapelle Saint-Jacques, au pied des ruines du castel de Guido de Sabellis.

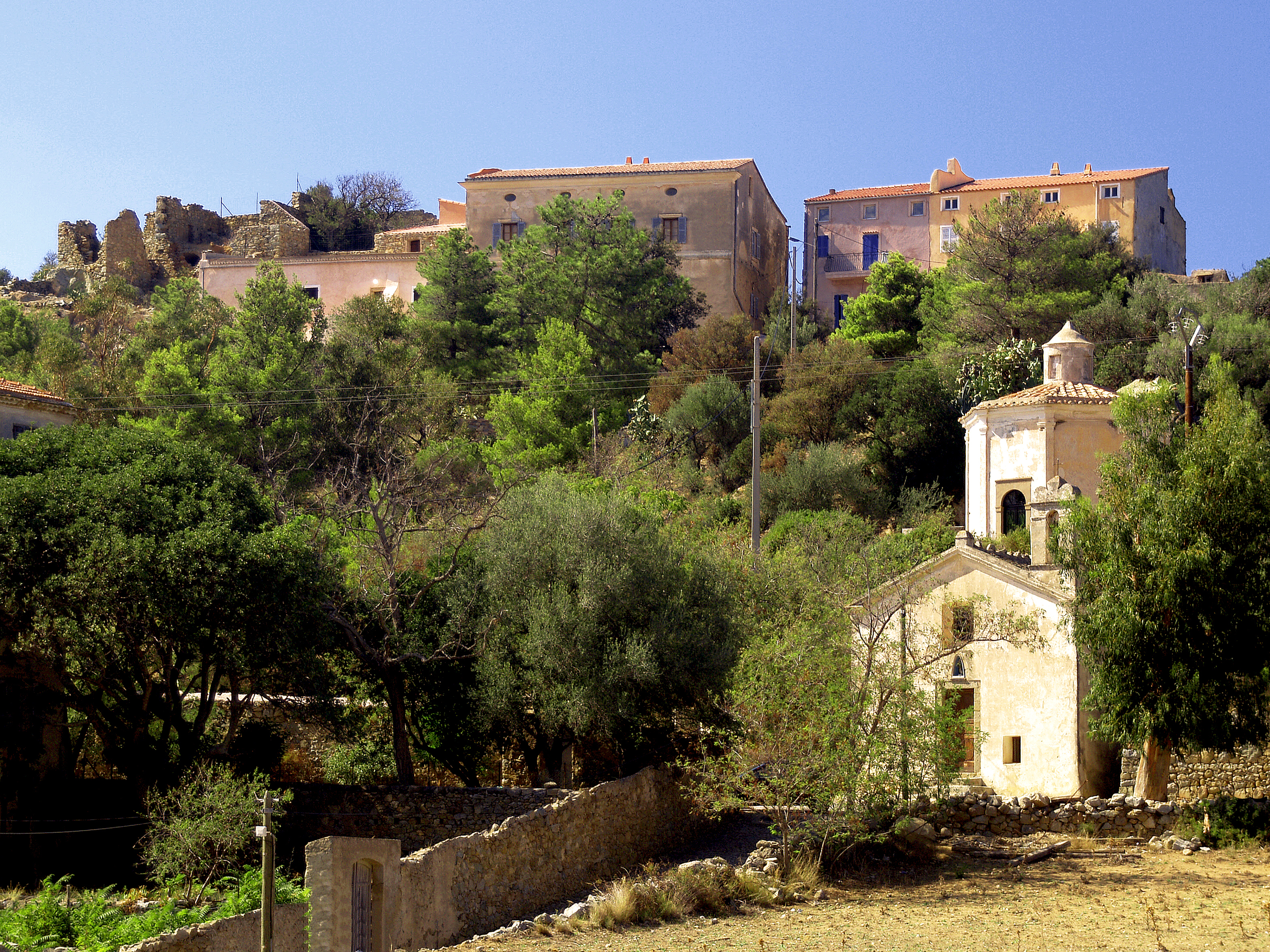
Chapelle San Roccu.
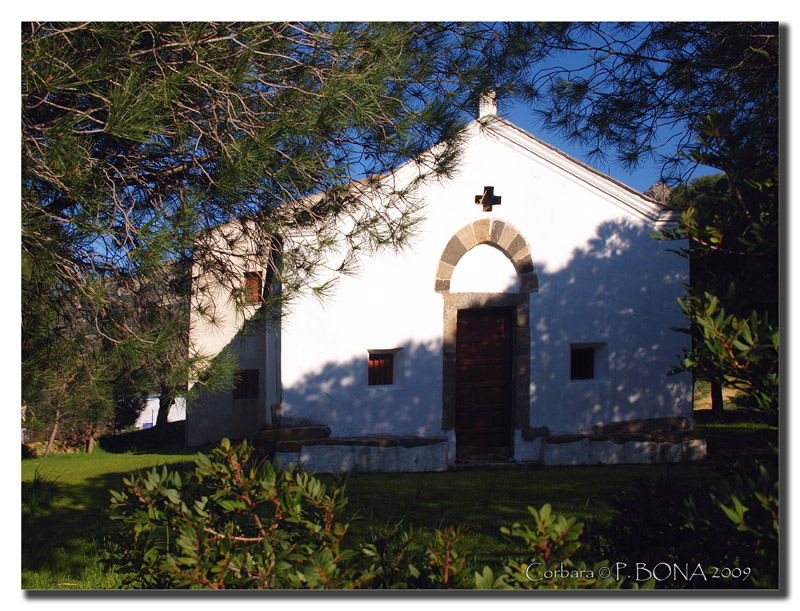
Chapelle de Saint-Cyprien.
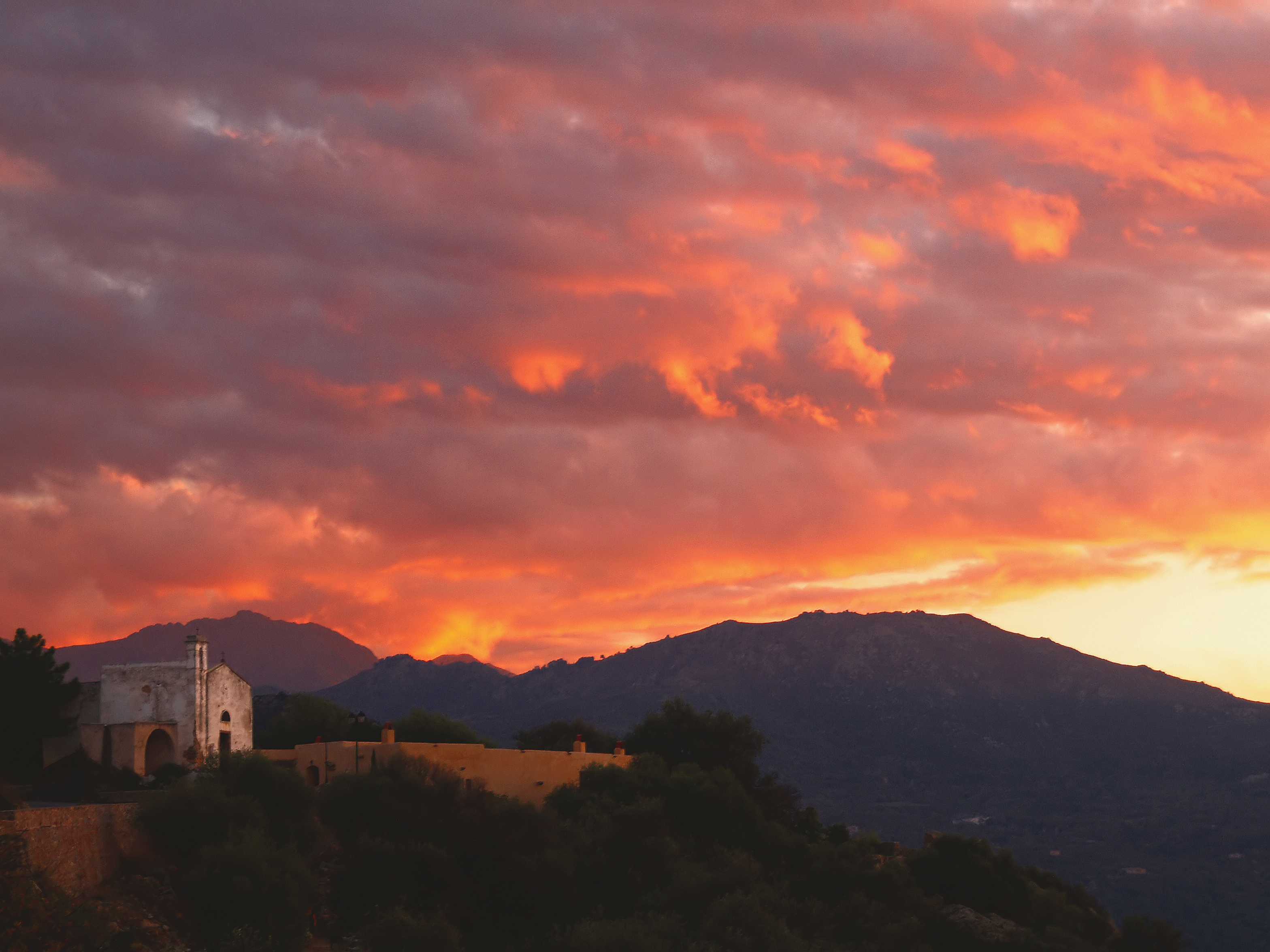
Chapelle des Saints-Pierre-et-Paul.
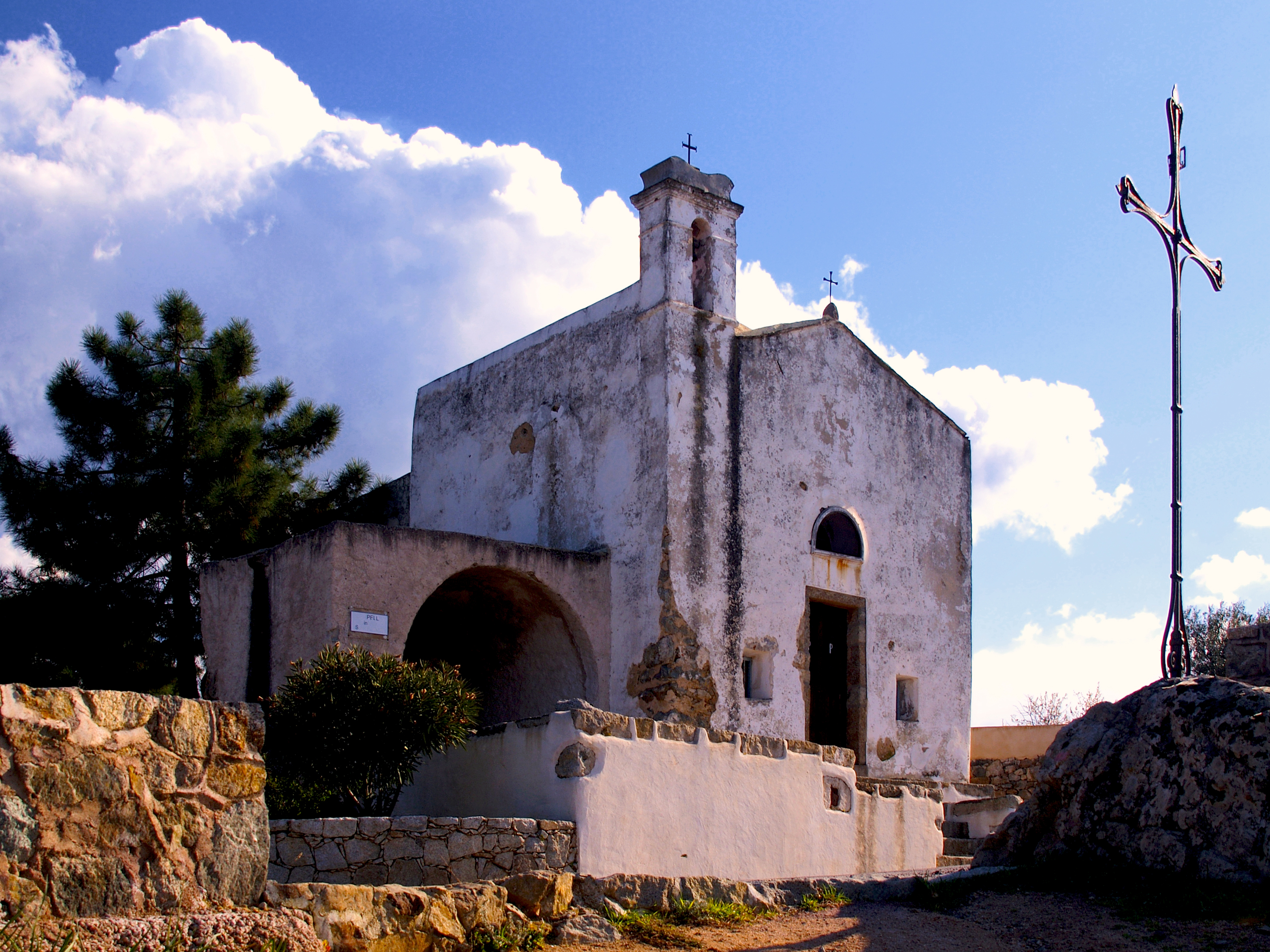
Chapelle des Saints-Pierre-et-Paul.
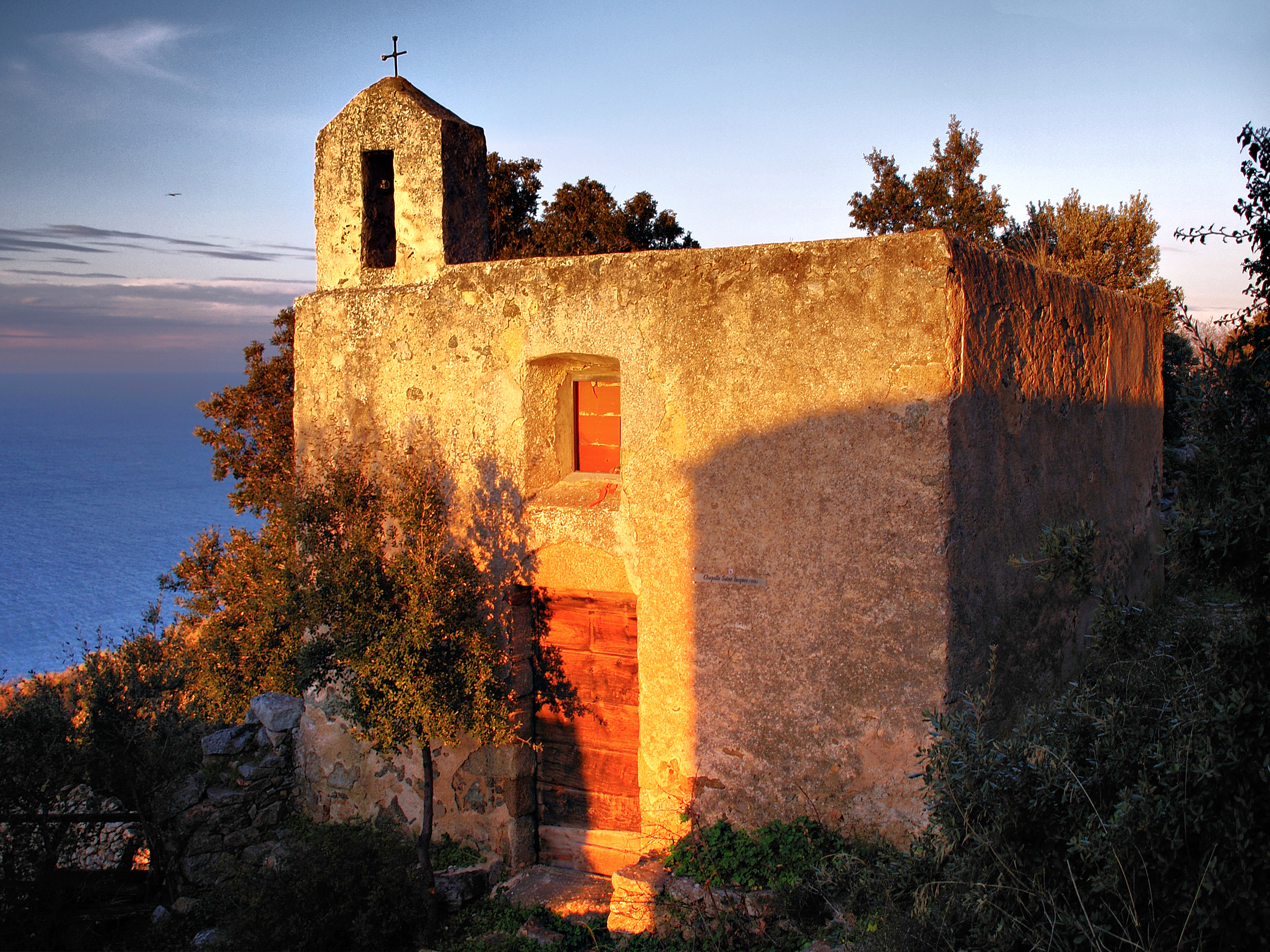
Chapelle Saint-Jacques.
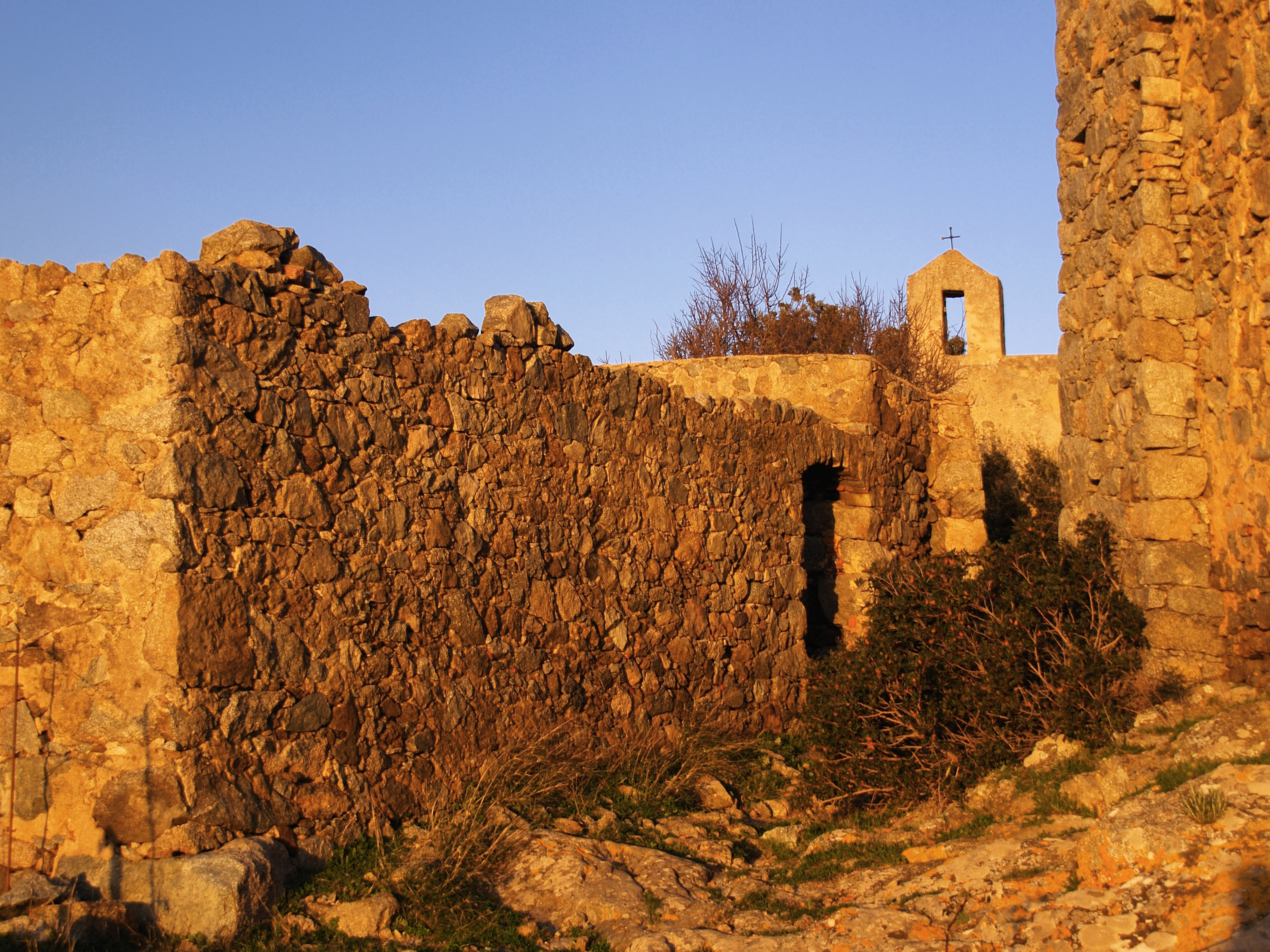
Chapelle Saint-Jacques à côté des ruines du castel.

### Patrimoine culturel
Plusieurs lieux, sites, monuments et musées rappellent le riche passé historique de la commune.
- Le monument aux morts est situé à côté de l'église-collégiale de l'Annonciation.

#### Le mont de Guido
Le site comporte les principaux vestiges historiques de la commune : emplacement de la Tour du comte (Torra del conte), fortin du comte Mannone (U Fo) du XIVe siècle aujourd'hui la chapelle Notre-Dame des Sept Douleurs, ruines d'un castel bâti au IXe siècle par Guido de Sabellis, chapelle Saint-Jacques du XVIe siècle.
Notre-Dame-des-Sept-Douleurs est un belvédère offrant des vues très larges sur le littoral balanin, depuis la presqu'île de la Revellata jusqu'aux limites de la commune avec celles de L'Île-Rousse, sur les villages de Lavatoggio, Pigna et Sant'Antonino et sur le Monte Grosso. Existence d'un circuit audio-guide tracé.

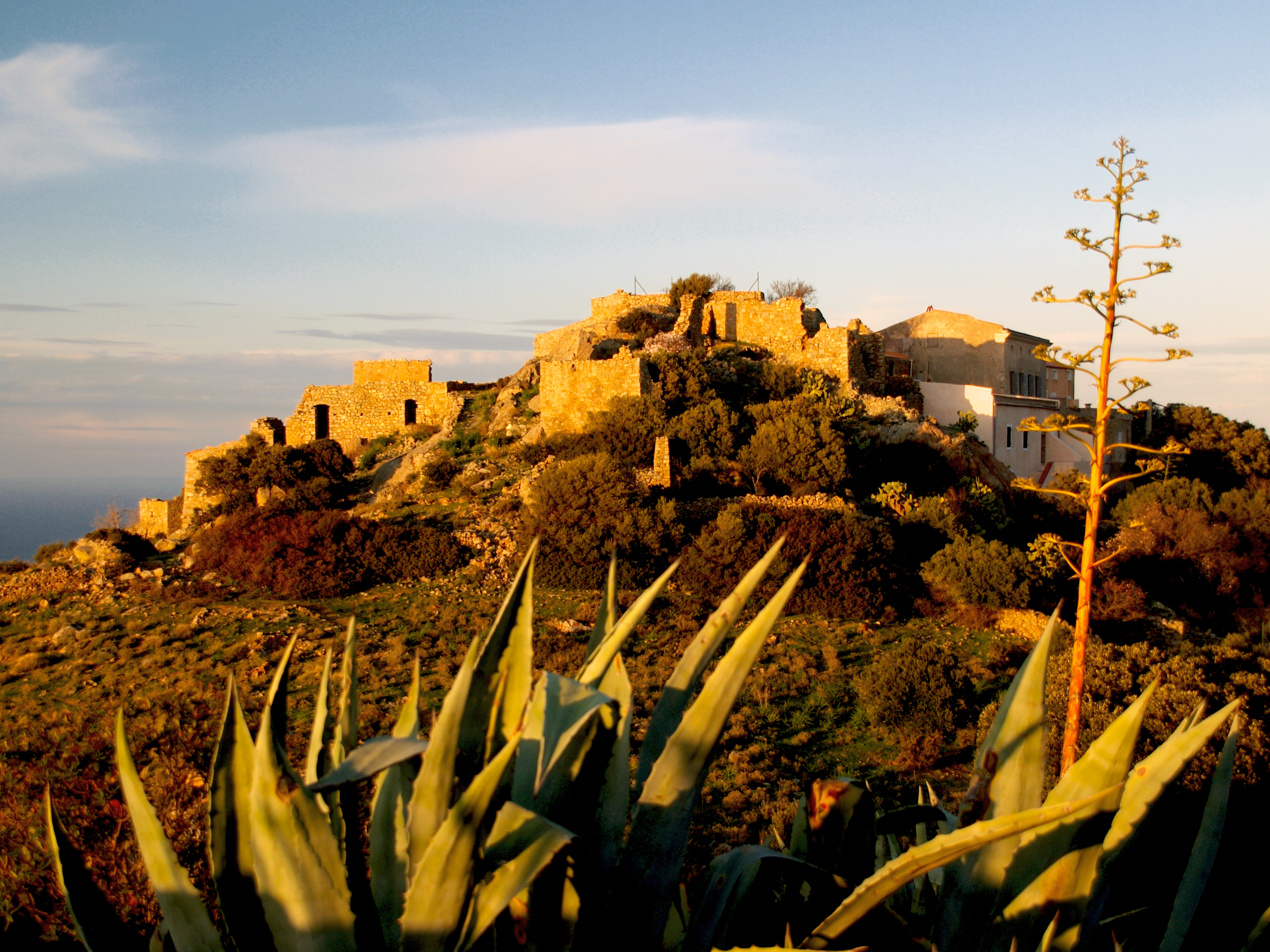
Ruines du castel de Guido de Sabellis.
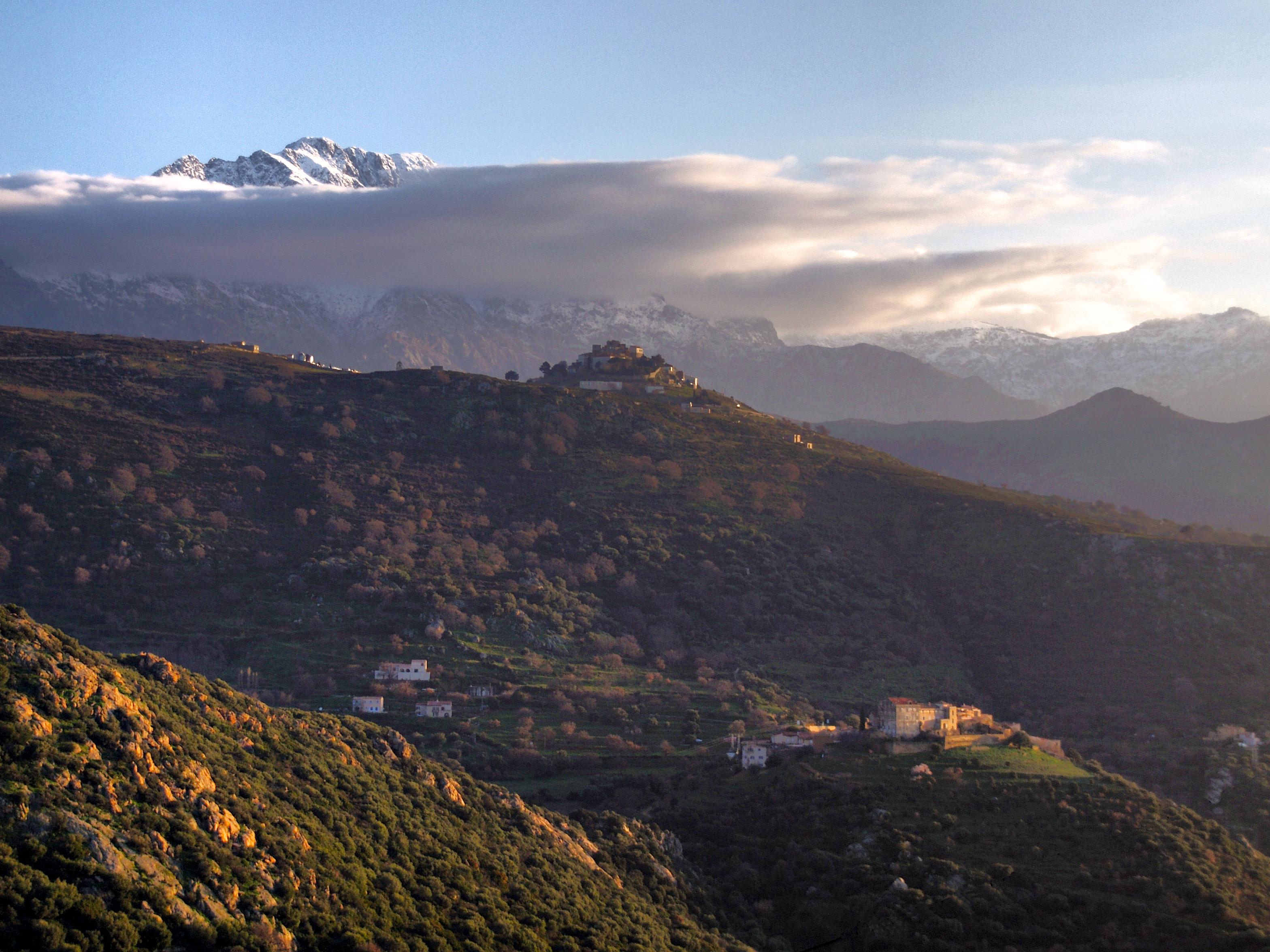
Vue sur Sant'Antonino et Pigna.
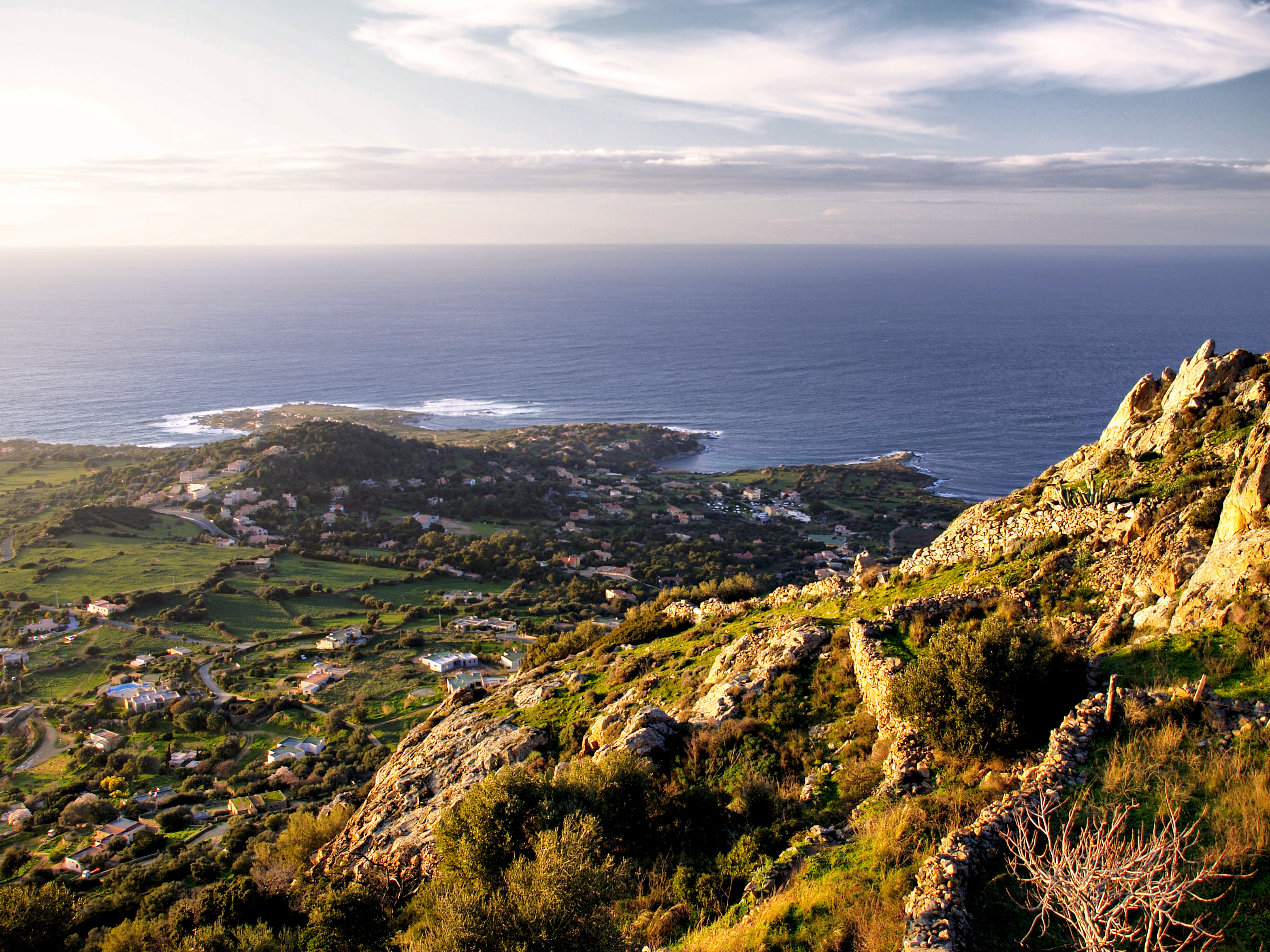
Vue sur le littoral de la commune.
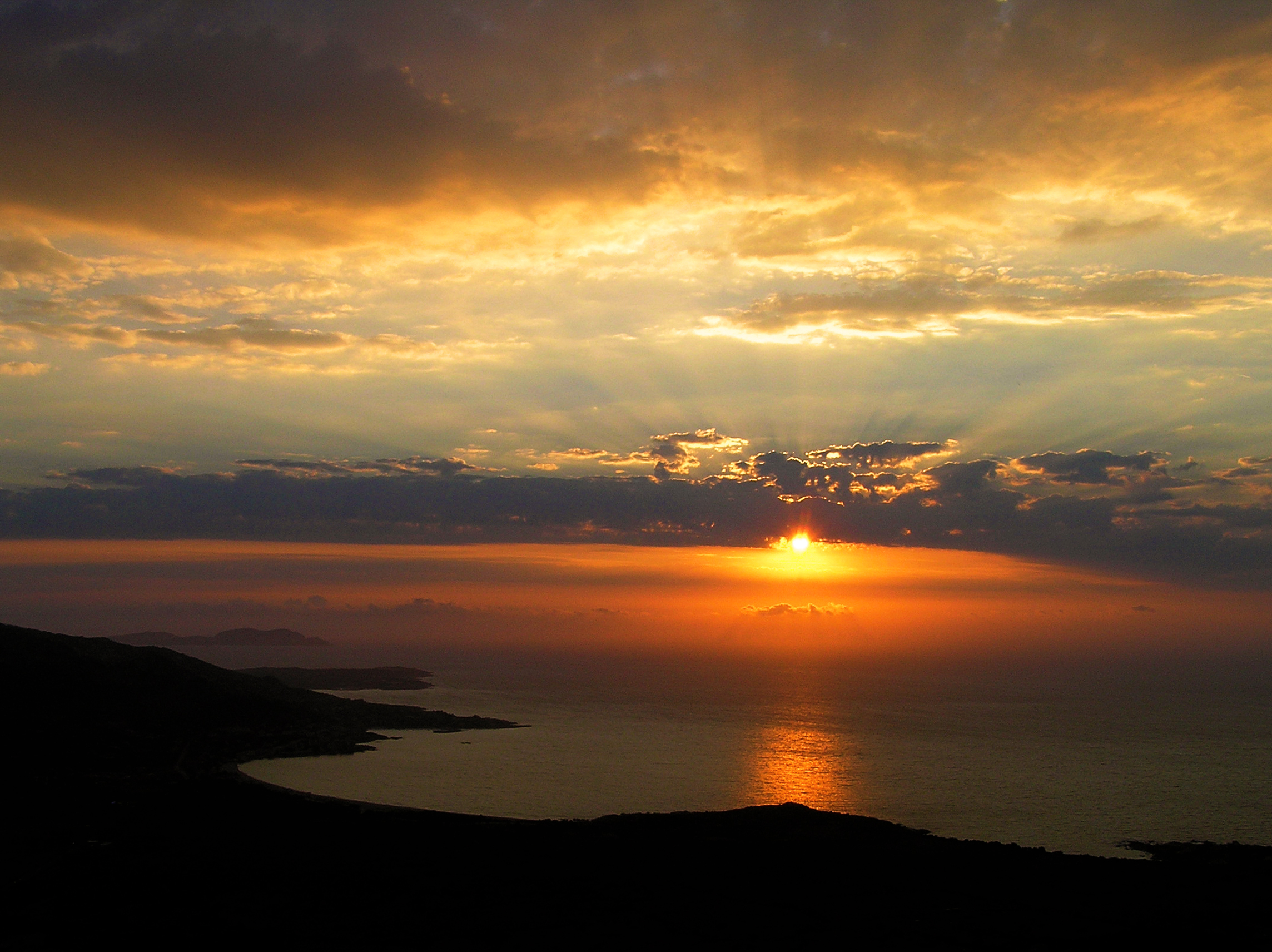
Vue sur le littoral au couchant.

#### Le mont Saint-Ange
Le mont Saint-Ange (Monte San'Angelo) domine le couvent de Corbara. S'y trouvent les ruines d'un castel édifié par Jacopino, fils de Guido de Sabellis.

#### Le monolithe de Corbara

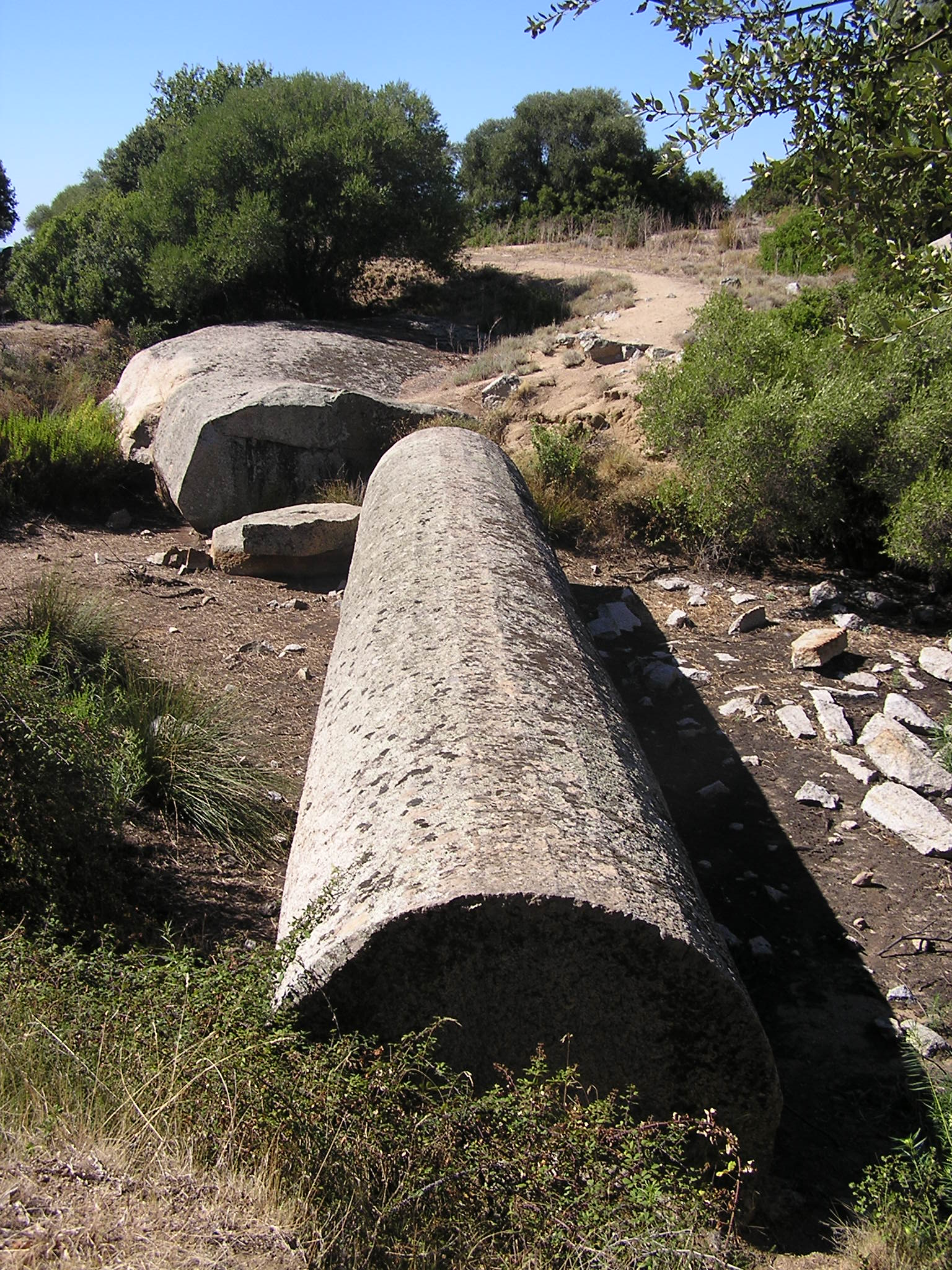
Le monolithe de Corbara.

À environ 300 m au nord de la route nationale 197 dans sa ligne droite, et à l'ouest de la commune, on peut toujours observer un spectaculaire fût monolithe de plus de 270 tonnes, en porphyre, abandonné dans une carrière en 1837. Il devait servir comme support d'une statue monumentale de Napoléon Ier qui n'a jamais été érigée.

#### Musées
- Musée d'histoire et de l'art ancien, musée privé de Guy Savelli. Il est situé place de l'Église, à 40 m d'elle. L'entrée est libre, les visites sont commentées.
- Musée du Trésor - Église-collégiale "A Nunziata". C'est un musée d'art religieux qui recèle de très nombreux objets classés parmi lesquels des tableaux, des habits sacerdotaux classés, des pièces d'orfèvrerie, une statue en marbre de Carrare, des meubles dont un baldaquin offert par l'impératrice Eugénie, un baptistère en bois, etc.).

Visite d'avril à octobre, du lundi au samedi.

### Patrimoine naturel

#### Conservatoire du littoral
Rivages de Corbara
Corbara possède un espace protégé, un terrain acquis par le Conservatoire du littoral, d'une superficie calculée de 25,62 ha, objet de la fiche Rivages de Corbara (FR1100049).
La zone couvre les anciens sites naturels de Percepina et de Calcinaiu sur le littoral.

#### ZNIEFF
La commune est concernée par deux zones naturelles d'intérêt écologique, faunistique et floristique de deuxième génération :
Dunes et pointes rocheuses de Botre et de Giunchetu
Le site qui se situe à environ 2 km à l’ouest de L'Île-Rousse, entre Capu Curboriu et Punta di Parata, est constitué d’une partie de la pointe du sémaphore et des deux petites plages de Botre et Giunchetu qui sont séparées par le petit monticule granitique de la Punta di Ginebre. La zone couvre une superficie de 35 ha. Il est composé de formations dunaires portent des fourrés littoraux à genévriers à gros fruits, formations géomorphologiques peu fréquentes en Corse.
Oliveraies et boisements des collines de Balagne
Divisée en plusieurs unités réparties dans les principales vallées de la Balagne (vallée du Fiume Seccu au sud, bassin d'Aregno à l'ouest et Vallée du Regino au nord et à l'est, la zone couvre une superficie totale de 1 959 ha. Les différentes unités représentent les vestiges de l'ancien paysage arboré qui recouvrait la Balagne : anciennes oliveraies, chênaies pubescentes, bosquets ou des taillis de chênes verts, quelques châtaigneraies, et une remarquable suberaie en amont du barrage de Codole.

### Personnalités liées à la commune
- Marthe Franceschini (1755-1799). Alors fillette en 1778, elle avait été enlevée par des pirates. Sa beauté attira Sidi Mohammed ben Abdallah le sultan alaouite du Maroc, qui la prit dans son harem. En 1786 elle deviendra Dawiya (Davia), sa femme légitime et première sultane. À Corbara on la dit « impératrice du Maroc »[32].
- Jean Baptiste Franceschini-Pietri dit « Tito » (1834-1915). Secrétaire particulier de Napoléon III, il suivit la famille impériale en exil en Angleterre. Il est inhumé à Farnborough-Hill auprès de l’empereur, de l’impératrice Eugénie et du prince impérial[32].
- Jean-Vincent Scheil (1858-1940), assyriologue, qui a traduit le Code de Hammurabi, y est ordonné en 1887[33].
- Francesco Antone Mariani, des Mineurs de l'Observance, professeur de droit civil, droit canon, éthique, est le premier recteur en 1765 de la première université de Corse à Corte[34].
- Pierre-Marie Savelli, natif de Corbara, officier au service du royaume de Naples.
- Michel Fugain.

### Héraldique
| Blason de Corbara | Blason  | D'argent au lion de gueules cheffé d'une croix du même, tenant dans sa patte dextre une rose de gueules feuillée de sinople. |
| Blason de Corbara | Détails | Le statut officiel du blason reste à déterminer.                                                                             |